# Christian-Albrechts-Universität zu Kiel

Siegel der CAU

Die Christian-Albrechts-Universität zu Kiel (CAU) ist die einzige Volluniversität in Schleswig-Holstein. Sie wurde 1665 gegründet und ist nach ihrem Gründer, dem Herzog Christian Albrecht von Schleswig-Holstein-Gottorf, benannt. Die Kieler Universität ist die älteste und größte Hochschule in Schleswig-Holstein. Alumni und Forscher der Universität wurden mit 12 Nobelpreisen ausgezeichnet.
Die CAU nahm seit 2006 mit einer Graduiertenschule und zwei Exzellenzclustern („Ozean der Zukunft“ und „Entzündungen an Grenzflächen“) an der Exzellenzinitiative des Bundes teil. Seit 2018 verfügt sie erneut über zwei Cluster („ROOTS – Konnektivität von Gesellschaft, Umwelt und Kultur in vergangenen Welten“ und „Precision Medicine in Chronic Inflammation“) und zählt damit zu den erfolgreichsten Hochschulen im bundesweiten Wettbewerb. International bekannt ist die Universität vor allem für das Helmholtz-Zentrum für Ozeanforschung Kiel.
Die Christian-Albrechts-Universität wächst seit Jahren. An der Hochschule waren im Wintersemester 2017/2018 26.462 Studenten eingeschrieben. Im Wintersemester 2018/2019 waren es erstmals mehr als 27.000. Die Universität ist in acht Fakultäten organisiert, an welchen über 400 Professoren lehren. Die Universität bietet mit 190 Studiengängen ein breites Fächerspektrum.

## Überblick
Der Anteil der Frauen unter den Studierenden betrug zum Wintersemester 2017/18 etwa 52,94 % (14.017 von 26.477 Studierenden); der Ausländeranteil lag 2010/11 bei 7,4 %. Mit 22,1 % aller ausländischen Studierenden nehmen solche aus den Ostseeanrainerstaaten eine besonders wichtige Rolle ein. 27,5 % der ausländischen Studenten kamen aus Asien/Australien (besonders prominent vertreten ist China mit 8,2 % aller ausländischen Studenten).
Im Jahr 2018 wurden insgesamt 3.487 Personen direkt an der CAU beschäftigt, davon 1.592 weibliche Beschäftigte. Hinzu kamen (Stand 2010) ca. 5.600 Angestellte am Universitätsklinikum Schleswig-Holstein (Campus Kiel). Etwa die Hälfte der Beschäftigten (1.744) sind Studierende der CAU (Stand: Dezember 2019).
Die Drittmitteleinwerbung lag im Jahr 2010 bei 113,3 Mio. Euro; dabei entfielen 26,2 Mio. Euro auf das Universitätsklinikum (Campus Kiel).
Die Institute der CAU verteilen sich hauptsächlich auf drei Standorte: Der Großteil befindet sich im Bereich des Universitätscampus an der Olshausenstraße bis zur Leibnizstraße im Nordwesten der Stadt. Als zweiter Standort kommt das Universitätsklinikum mit seinem Kieler Campus im Innenstadtbereich im Karree zwischen Brunswiker Straße, Feldstraße, Schwanenweg und Düsternbrooker Weg hinzu. Auf dem Ostufer der Kieler Förde befindet sich schließlich die Technische Fakultät mit dem Kieler Nanolabor.
Als unabhängige Hochschulzeitung der Christian-Albrechts-Universität erscheint monatlich DER ALBRECHT. Außerdem gibt es die „unizeit“, die vom Präsidium herausgegeben wird, alle drei Monate gedruckt erscheint und zudem online aktuelle Berichte und Nachrichten aus der CAU liefert.

## Die Geschichte der Universität

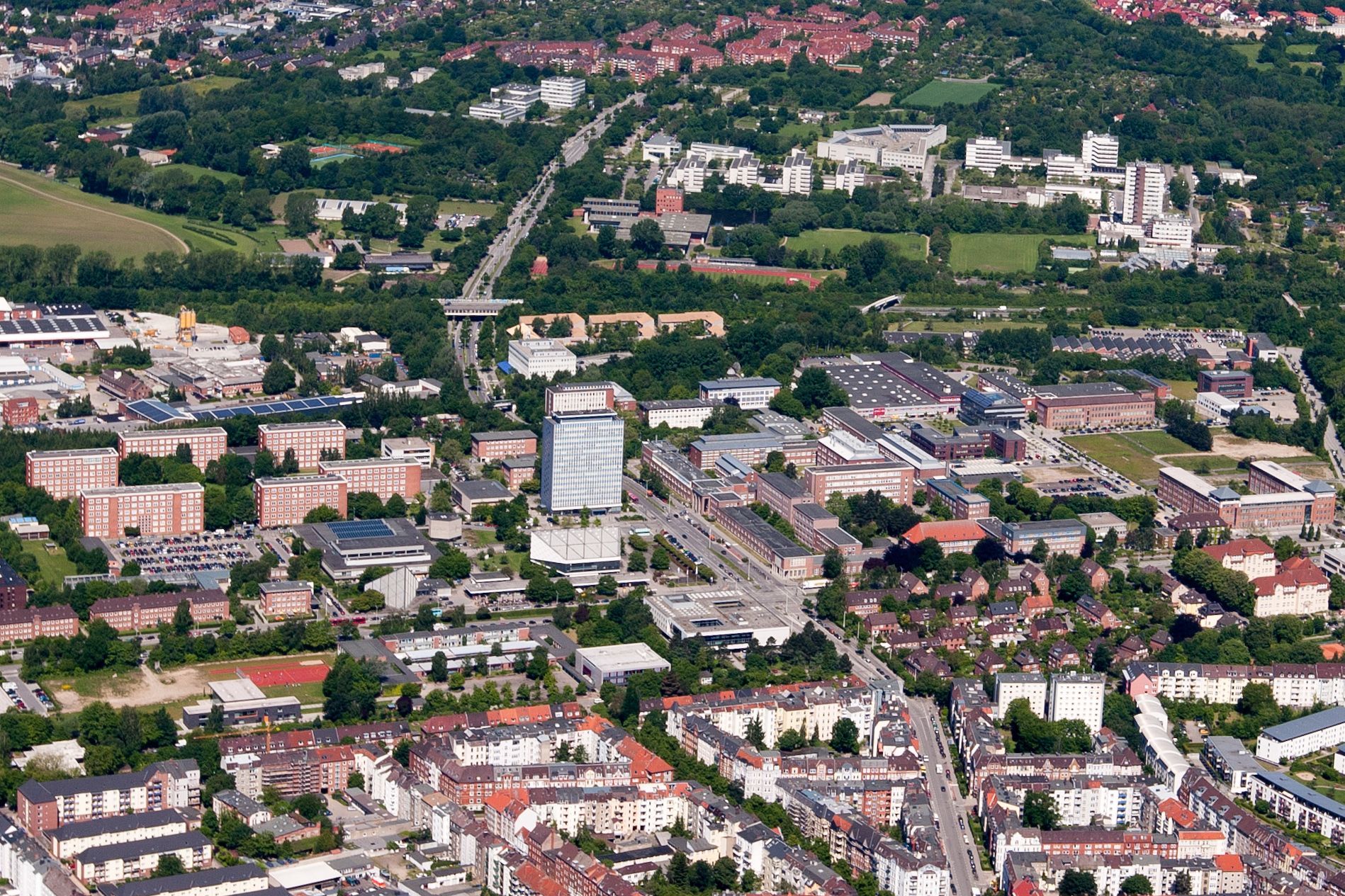
Campus der CAU

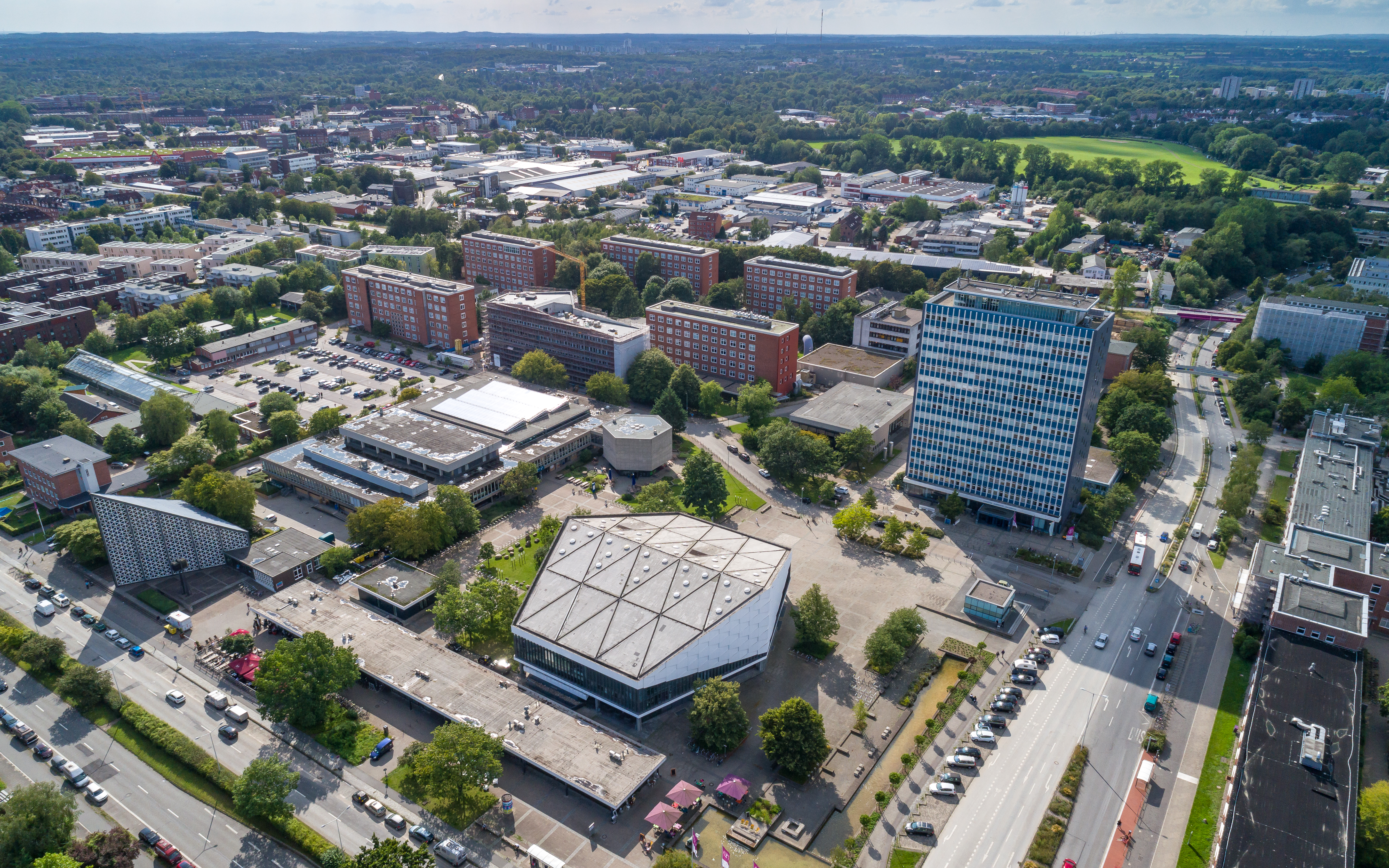
Blick auf den Christian-Albrechts-Platz mit dem Uni-Hochhaus, dem Audimax, der Mensa I und weiteren Gebäuden.

### Vorgeschichte
Pläne, in den Herzogtümern Schleswig und Holstein eine eigene Universität zu gründen, waren bereits im 16. Jahrhundert entstanden, doch die 1563 von Paul von Eitzen vorgelegten Pläne wurden nicht umgesetzt. 1620 hatte der dänische König das Projekt einer Hochschule in Flensburg verfolgt, das aber infolge Dänemarks Teilnahme am Dreißigjährigen Krieg ebenfalls scheiterte. Auch an Schleswig als Standort wurde zwischenzeitlich gedacht.
1652 hatte Herzog Friedrich III. nach einem langen Verfahren endlich das kaiserliche Privileg erlangt, auf seinem Territorium eine Universität zu gründen, doch war es erneut zu Verzögerungen gekommen; erst einige Jahre nach dem Dreißigjährigen Krieg wurde das Vorhaben unter Friedrichs Sohn und Nachfolger verwirklicht. Als Universitätsstandorte standen damals Schleswig oder Kiel zur Wahl; aber auch Flensburg wurde in Betracht gezogen. Doch das Herzogtum Schleswig gehörte als dänisches Lehen nicht zum Heiligen Römischen Reich Deutscher Nation. Daher fiel die Wahl schließlich auf Kiel im gottorfschen Teil des südlich der Eider gelegenen Herzogtums Holstein.
Der Rat der Stadt Kiel konnte dem Herzog auch das günstigere Angebot machen, so dass sich Christian Albrecht und sein Kanzler, der kaiserliche Kommissarius Johann Adolf Kielmann, dafür entschieden, die neue Hochschule in Kiel, auf unbestritten deutschem Boden, anzusiedeln. Die Bürger der Stadt hatten zwar zunächst erhebliche Bedenken geäußert, da man fürchtete, die Studenten könnten „mit Fressen, Sauffen und allerley leichtfertigem Wesen sehr ärgerlich seyn.“ Doch zuletzt setzten sich jene durch, die sich von der neuen Universität wirtschaftliche Vorteile versprachen. Kielmann wurde aufgrund seiner Verdienste um die Gründung der Hochschule wenig später vom Kaiser als „Johann Adolph Kielmann von Kielmannsegg“ in den erblichen Adelsstand erhoben.

### Gründung 1665

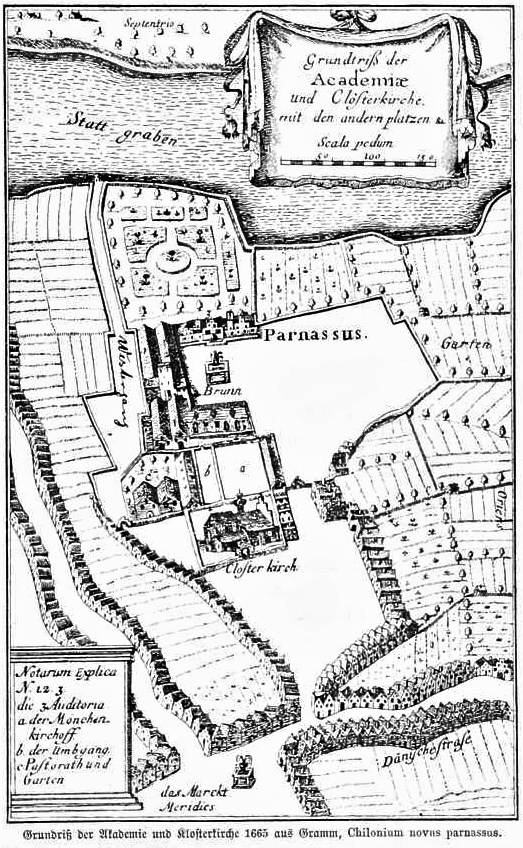
Grundriss des ersten Universitätsgebäudes im ehemaligen Kloster (1665)

Als Christiana Albertina bzw. Academia Holsatorum Chiloniensis (Holsteinische Universität zu Kiel) gründete Herzog Christian Albrecht von Schleswig-Holstein-Gottorf die Universität am 5. Oktober 1665. Das Siegel der Universität mit dem lateinischen Spruch Pax optima rerum („Frieden ist das beste der Güter“, Silius Italicus) entwarf Samuel Rachel, erster Kieler Professor für Natur- und Völkerrecht.

Titelblatt des ersten Vorlesungsverzeichnisses Lectionum für das Wintersemester 1665–1666

Der Lehrbetrieb der nördlichsten Universität im Heiligen Römischen Reich begann im ehemaligen Kieler Kloster mit siebzehn Professoren (darunter bereits bedeutende Gelehrte wie Christian Kortholt, Daniel Georg Morhof und Johann Daniel Major) und 162 Studenten. Der Herzog behielt sich und seinen Nachfolgern das Privileg vor, selbst als Rektor (Rector magnificentissimus) zu fungieren, die Leitung der Hochschule lag daher faktisch beim Prorektor (dem Prorector magnificus). Die Hochschule gliederte sich von Beginn an in die klassischen vier Fakultäten: Theologie, Jura, Medizin und die Freien Künste. Bereits 1666 gab es die ersten Rigorosa. Wie bei den meisten frühneuzeitlichen Hochschulen sollte die Neugründung den steigenden Bedarf an ausgebildeten Verwaltungsfachleuten decken können. Außerdem erhöhte die Existenz einer eigenen Universität das Prestige des jeweiligen Landesherren erheblich. Üblicherweise erhielten die Hochschulen diverse rechtliche Privilegien wie Steuerfreiheit, eigene Gerichtsbarkeit und Vertretung als eigener Stand im Landtag. Die Finanzierungsmittel der Kieler Universität stammten aus den Erträgen des Amtes Bordesholm, weshalb die Professoren auch noch lange in der Bordesholmer Klosterkirche bestattet wurden. Den Grundstock der Universitätsbibliothek bildeten die Bestände der ehemaligen Klosterbibliothek, ergänzt um teils sehr wertvolle Werke aus der Eutiner Stiftsbibliothek. 1669 erließ der Herzog, der als protestantischer Landesherr zugleich oberster Bischof (summus episcopus) war, die Anordnung, dass jeder Theologe, der künftig in Holstein oder Schleswig beschäftigt werden wolle, mindestens zwei Jahre in Kiel studiert haben müsse.

### Entwicklung bis zum Ende der dänischen Herrschaft
Die Zarin Katharina II., deren Ehemann in Kiel geboren worden war, beauftragte nach seinem Tod in ihrer Eigenschaft als Herzogin von Holstein-Gottorf den Architekten Ernst Georg Sonnin mit dem Bau eines neuen Universitätsgebäudes. Dieser schlichte Backsteinbau in Rustikalgliederung konnte 1768 nach zweijähriger Bauzeit in der Kattenstraße bezogen werden. Der Vorlesungsbetrieb lief hier bis 1876. Das Gebäude diente danach seit 1877 bis zur Zerstörung im Zweiten Weltkrieg als Museum Vaterländischer Altertümer.
Im Vertrag von Zarskoje Selo vom 27. August 1773, der die Erbfolge und Territorien in Schleswig-Holstein neu regelte, verzichtete Katharina im Namen ihres Sohnes auf Holstein-Gottorf. Seitdem gehörten Holstein und Kiel sowohl zum Dänischen Gesamtstaat als auch zum Heiligen Römischen Reich Deutscher Nation. Noch im selben Jahr wurde die Pflicht eines zweijährigen Studiums in Kiel auf alle Beamten in Schleswig und Holstein ausgedehnt. Zugleich bildete die Kieler Universität die einzige Ausnahme, als 1776 das Indigenatsgesetz erlassen wurde. Dies legte fest, dass nur noch diejenigen, die in den Territorien der dänischen Krone geboren waren, in den Staatsdienst treten durften: Die Kieler Professoren kamen aber auch weiterhin aus allen deutschen Territorien. Die CAU war um 1800 nicht nur die nördlichste deutsche Hochschule, sondern zugleich auch die südlichste Universität des Dänischen Gesamtstaates, da Holstein vom dänischen König in Personalunion – der Monarch herrschte über Kiel also in seiner Eigenschaft als Herzog von Holstein – regiert wurde, staatsrechtlich aber nicht zu Dänemark, sondern zu Deutschland gehörte. Aus diesem Grund kam ihr eine wichtige Rolle beim kulturellen Austausch zwischen Skandinavien und Mitteleuropa zu.
Besonders zwischen 1815 und 1848 war die Kieler Universität zudem ein wichtiges Zentrum der deutschen Burschenschaftsbewegung und des Liberalismus. 1817 nahmen so auch Kieler Burschen der neu gegründeten Burschenschaft Teutonia zu Kiel am Wartburgfest teil, ihr Wahlspruch lautete „Teutonia sei’s Panier“. Um 1830 zählte die Universität über 400 Studenten. Zum Kreis der Lehrenden gehörten die Juristen Georg Christian Burchardi, Niels Nikolaus Falck, Johann Friedrich Kierulff und Eduard Osenbrüggen, die Historiker Johann Gustav Droysen und Georg Waitz, der Agrarhistoriker und Nationalökonom Georg Hanssen und der Philologe, Archäologe und Musikhistoriker Otto Jahn. Unter den Studenten waren damals Theodor Mommsen, Ludwig Ross und Theodor Storm. Während der Revolution von 1848 und dem anschließenden Dreijahreskrieg zwischen deutschen und dänischen Nationalliberalen um das Herzogtum Schleswig spielte die CAU ebenfalls eine wichtige Rolle. Dabei waren die Professoren und Studenten mehrheitlich (aber keineswegs ausschließlich) deutschgesinnt, weshalb unter patriotischen Dänen das folgende Bonmot kursierte: „Lüge ist auch eine Wissenschaft, sprach der Teufel. Er studierte in Kiel.“ Nach der deutschen Niederlage im „Dreijahreskrieg“ mussten viele deutschgesinnte Studenten das Land verlassen. So zählte die Universität im Jahr 1857 insgesamt 50 Dozenten, darunter 22 ordentliche und neun außerordentliche Professoren, allerdings nur noch etwa 200 Studenten.

### Die Kieler Universität in preußischer Zeit bis 1933

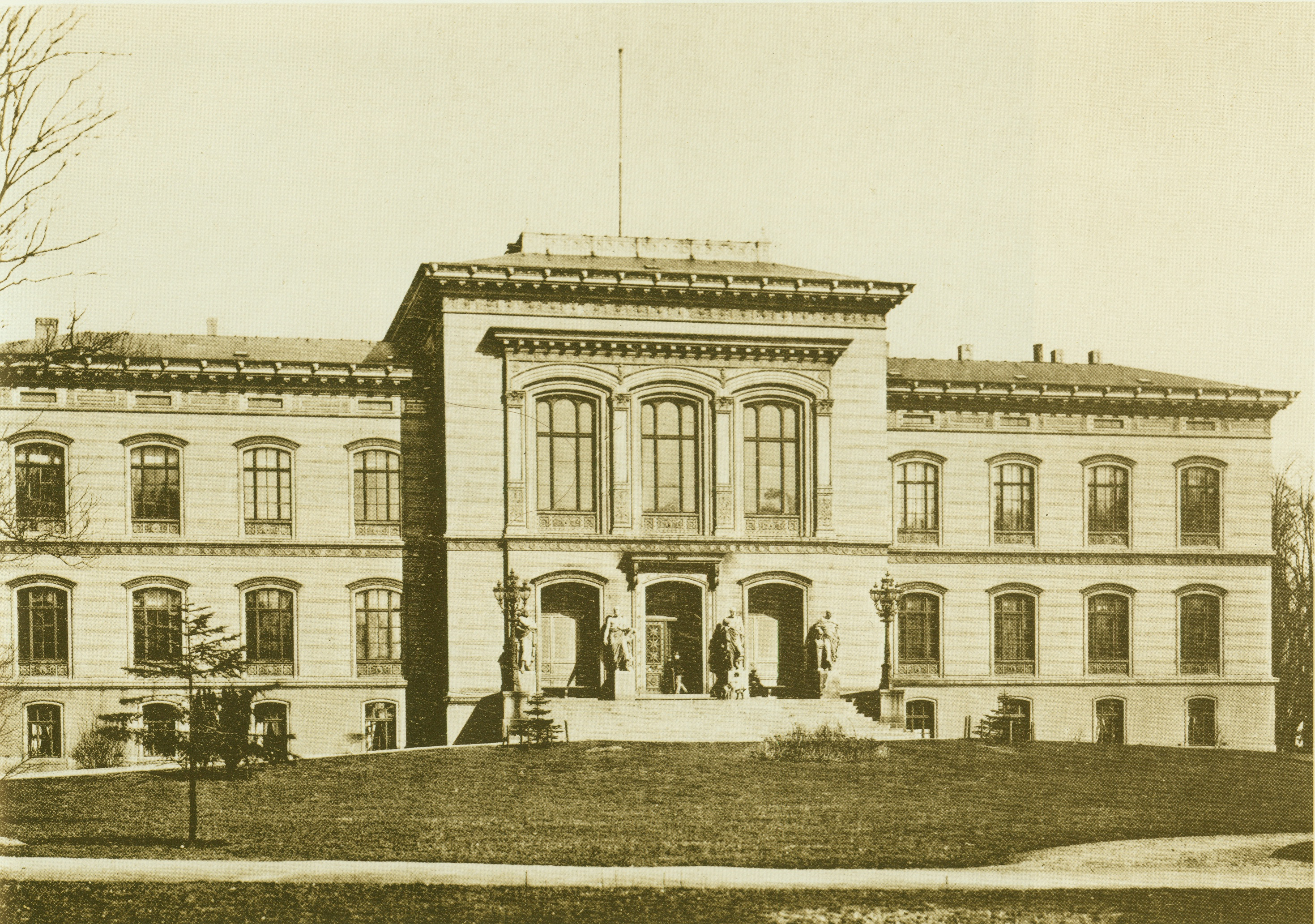
Hauptgebäude (1893)

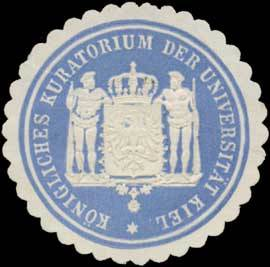
Siegelmarke K. Kuratorium der Universität Kiel

Mit dem Deutsch-Dänischen Krieg endete die Herrschaft des Königreichs Dänemark über das Herzogtum Schleswig und das Herzogtum Holstein. Nach dem Deutschen Krieg entstand dann 1867 aus den beiden vormaligen Herzogtümern die preußische Provinz Schleswig-Holstein. Auch Kiel kam unter preußische Verwaltung. Die Christian-Albrechts-Universität verlor ihre rechtlichen Privilegien und war nun unter den zehn Universitäten in Preußen die kleinste; im Jahr 1869 stand sogar ihre Schließung zur Diskussion. Parallel zum raschen Wachstum der Stadt Kiel in preußischer Zeit beschleunigte sich zwar auch das Wachstum der Universität nach 1867, doch trotz steigender Studentenzahlen hat die Hochschule seither für das Selbstverständnis und die Außenwahrnehmung der Stadt nicht mehr die Bedeutung, wie dies in Orten wie Göttingen, Heidelberg oder Münster der Fall ist: Kiel verdankte seinen raschen Aufstieg zur Großstadt der Kaiserlichen Marine und den Werften, nicht seiner Universität.
Diese erblühte dennoch. Der Botanische Garten der Universität war die erste Einrichtung dieser Art in Deutschland, und kurz vor 1900 wurde die Hochschule durch zahlreiche Neubauten (entworfen von Martin Gropius) den gestiegenen Studentenzahlen angepasst. Ein Teil dieser Gebäude existiert noch und beherbergt einige Bereiche des Uniklinikums. Ein Lehrstuhl für Astronomie wurde etwa 1850 eingerichtet, und als 1871 die Sternwarte Altona bei Hamburg aufgelöst wurde, kamen die meisten ihrer Instrumente (ein Repsold-Meridiankreis und 3 Refraktoren) als Grundausstattung nach Kiel: 1874 wurde die Universitätssternwarte in Kiel errichtet. Mit zunehmender Luftverschmutzung verlor das Observatorium allerdings an Bedeutung. (Seit etwa 1960 führt aber die Fachhochschule wieder eine kleine Sternwarte.)
Zusammen mit den Hochschulen in Breslau, Marburg und Königsberg gehörte die CAU um 1900 zu den (nach Berlin und Göttingen) angesehensten Universitäten in Preußen. Nicht nur viele Kieler Studenten fanden im Ersten Weltkrieg den Tod, sondern auch Professoren wie Max L. Strack. Während der Kieler Matrosenaufstand 1918 das Ende der Monarchie herbeiführte, blieb die Universität überwiegend nationalkonservativ geprägt.

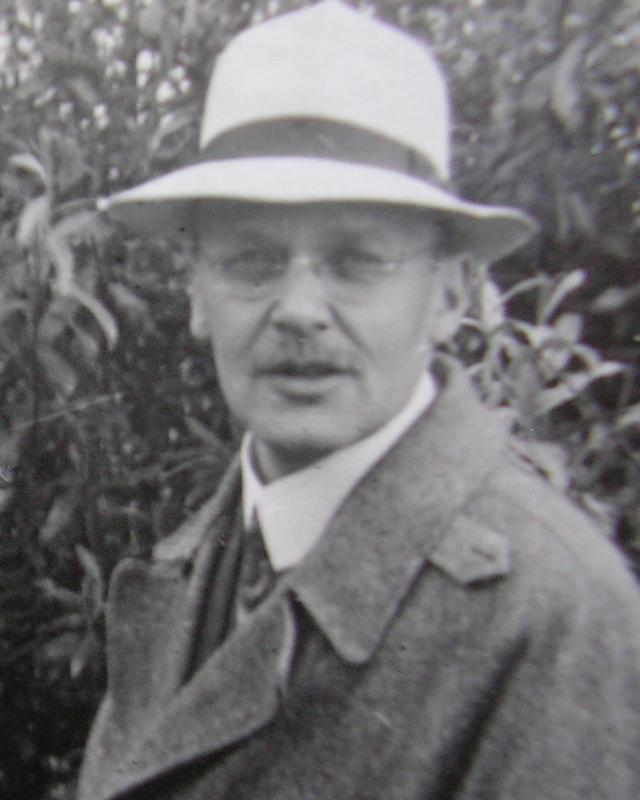
Hans Geiger war von 1925 bis 1929 Professor in Kiel, wo er den Geigerzähler erfand.

### Zeit des Nationalsozialismus
Nicht nur unter den Professoren, sondern auch den Kieler Studenten war die Akzeptanz des Nationalsozialismus bereits früh ausgesprochen hoch: Schon 1927 wurde mit Joachim Haupt erstmals ein Funktionär des NS-Studentenbundes zum Vorsitzenden der Kieler Studentenschaft gewählt. Die CAU wurde 1933 rasch gleichgeschaltet; liberale, sozialdemokratische (z. B. Ferdinand Tönnies) oder jüdische (z. B. Felix Jacoby) Gelehrte, die hier schon zuvor in der Minderheit gewesen waren, verloren ihre Professur. Neueren Darstellungen zufolge sind während der NS-Zeit in Kiel 36 von 222 Angehörigen des Lehrkörpers aus rassistischen oder politischen Gründen vertrieben (17,1 %) bzw. entlassen (16,2 %) worden. Der erzwungene Weggang vieler der bedeutendsten Dozenten trug dazu bei, die Attraktivität der Hochschule stark zu mindern: Innerhalb weniger Jahre sanken die Studentenzahlen auf ein Viertel. Stattdessen erhielt Kiel als Grenzlanduniversität des nordischen Raumes ein besonders starkes nationalsozialistisches Profil.
Teile der Kieler Universität entwickelten sich so während des „Dritten Reichs“ zu ausgesprochenen NS-Kaderschmieden, so z. B. die Juristische Fakultät, die zur NS-„Stoßtruppfakultät“ umgestaltet wurde und unter der Bezeichnung „Kieler Schule“ eine streng nationalsozialistisch orientierte Rechtswissenschaft hervorbrachte. Im philosophischen Seminar wurden die liberalen Dozenten Julius Stenzel und Richard Kroner rasch durch die aktiven Nationalsozialisten Kurt Hildebrandt und Ferdinand Weinhandl ersetzt. Weinhandl war im Mai 1933 Hauptredner bei der Kundgebung zur Bücherverbrennung auf dem Kieler Wilhelmplatz. Nicht zuletzt diese Erfahrungen führten 1946 zur Einführung einer Kieler Besonderheit: Bis heute wird von den Absolventen der Doktor- und Masterprüfungen das Ablegen eines Gelöbnisses verlangt, stets „die Wahrheit zu suchen und zu bekennen“.

### Entwicklung seit 1945

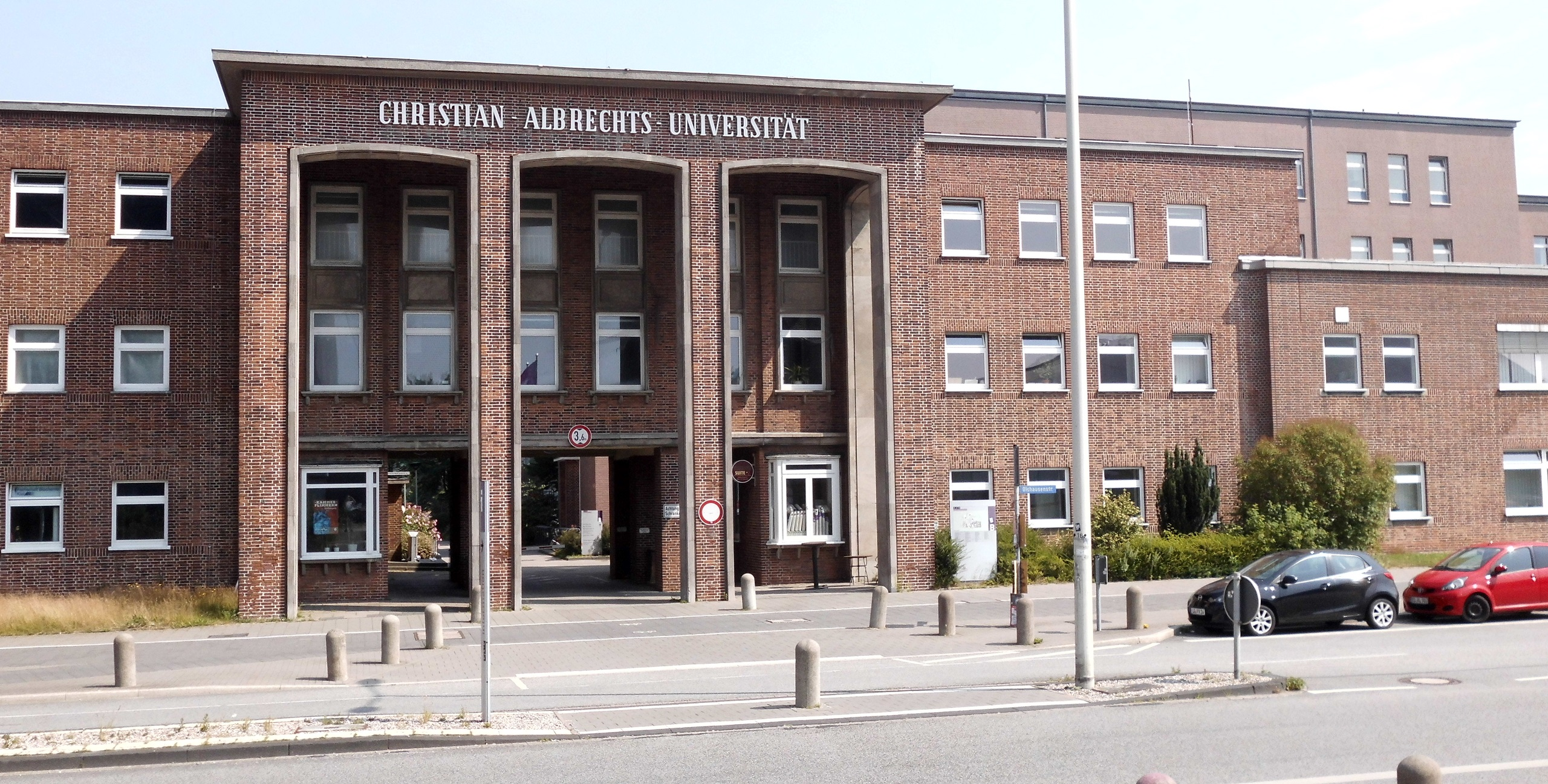
Zugangsportal zum älteren Universitätsgelände

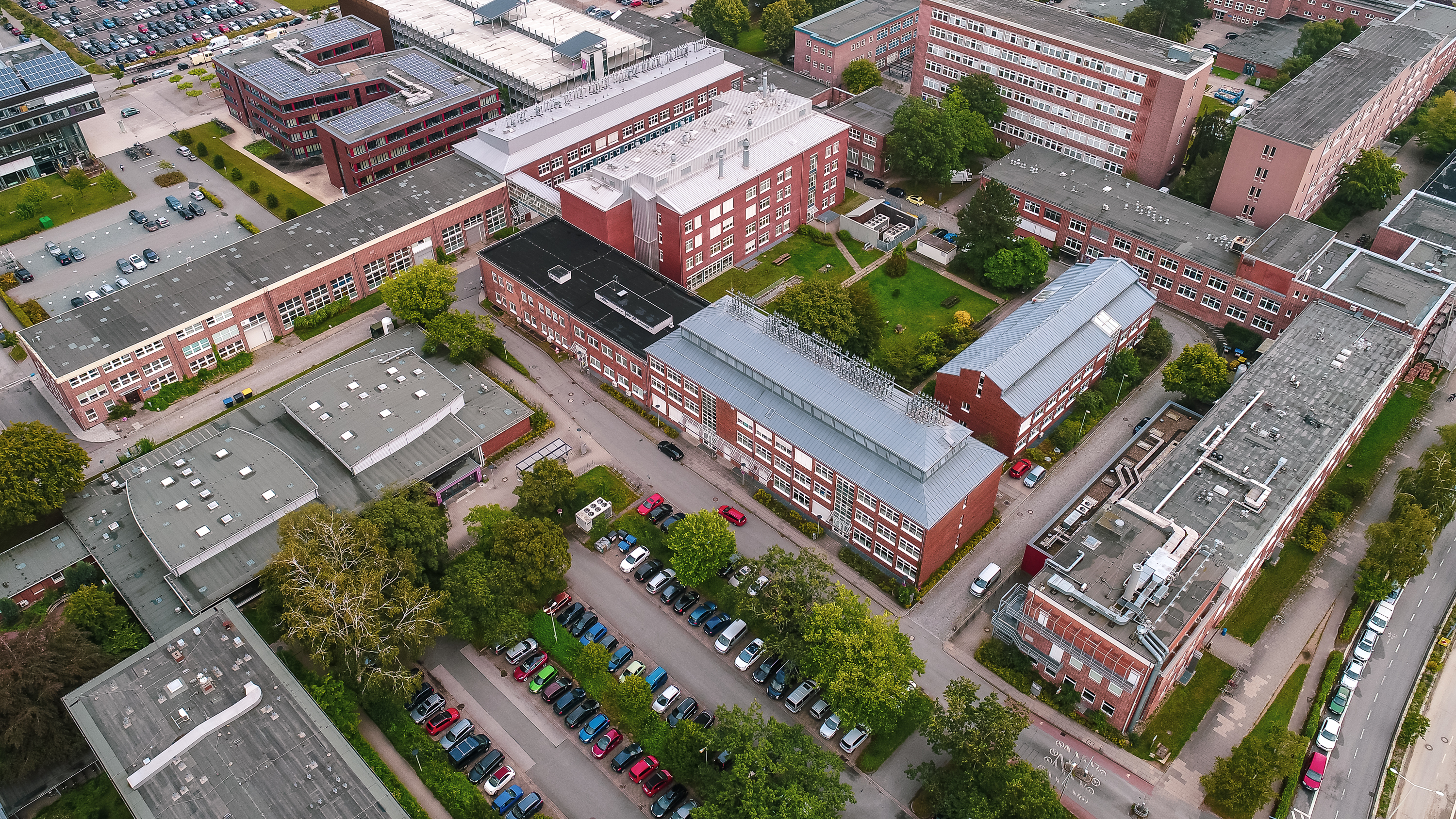
Der Otto-Hahn-Platz und die Max-Eyth-Straße mit den verschiedenen chemischen Instituten und dem Anatomischen Institut.

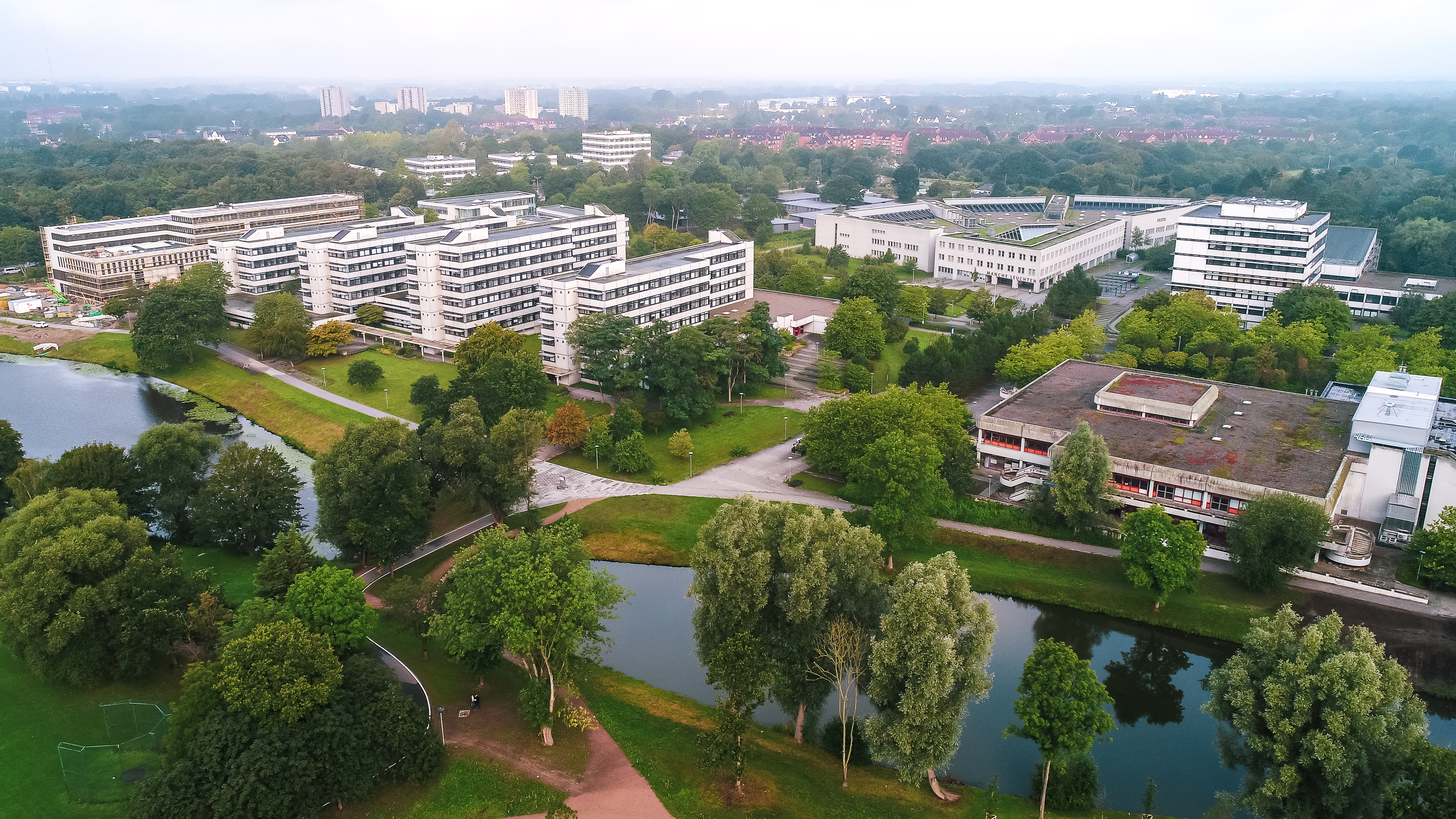
An der Leibnizstraße ansässige Institute, die Mensa II und die Universitätsbibliothek.

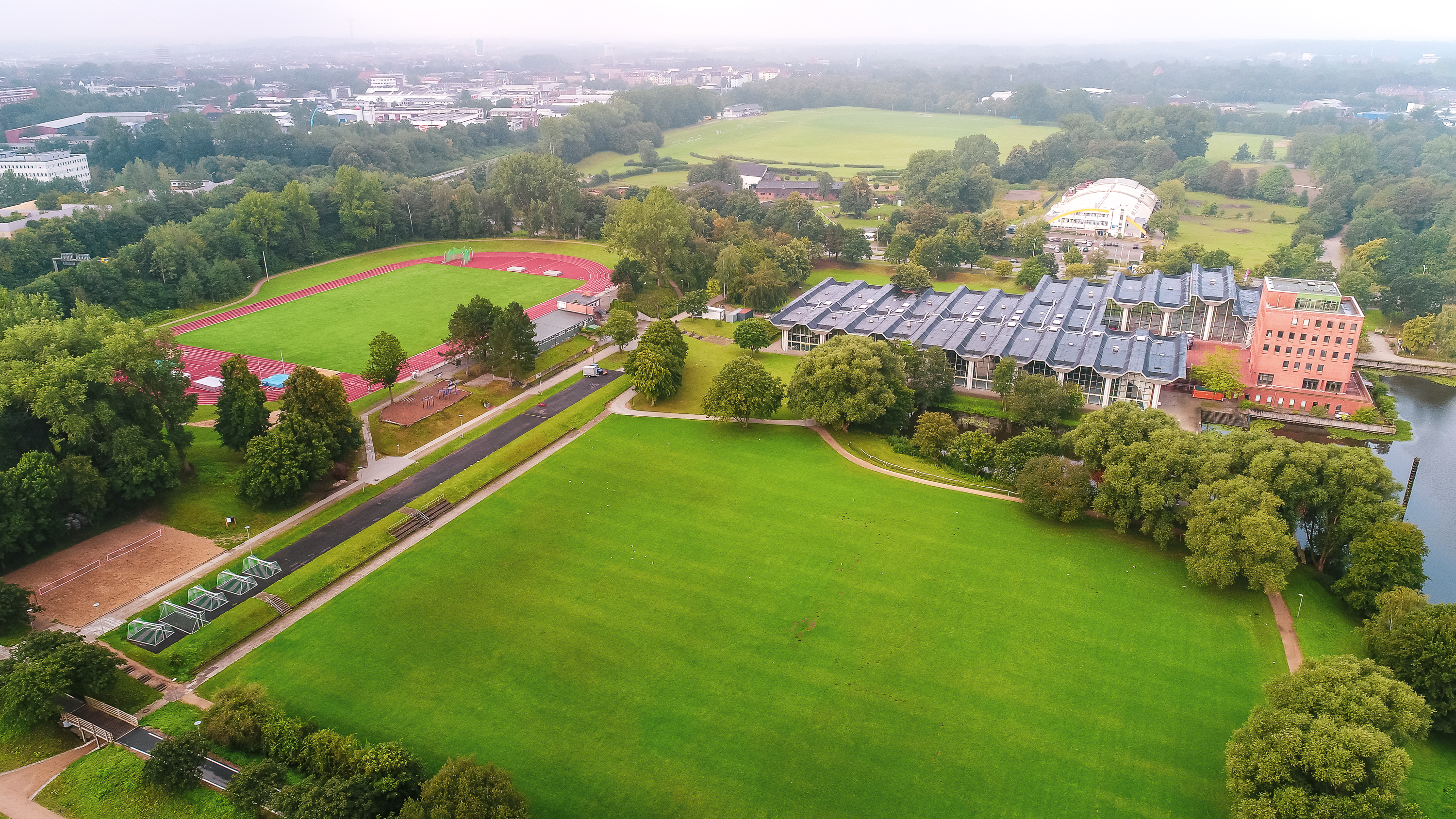
Die Sportstätten und das Institut für Sportwissenschaft der CAU.

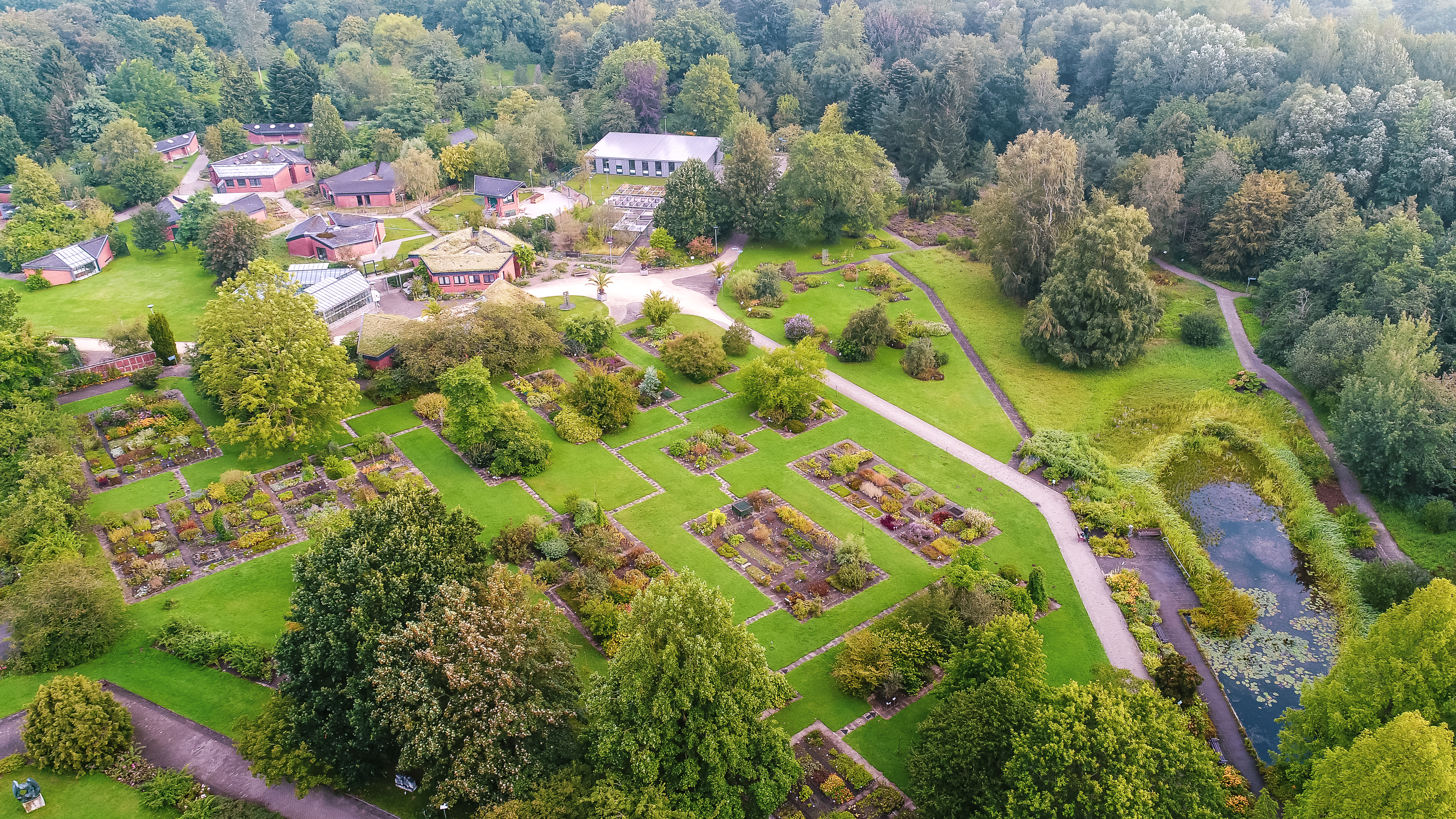
Das Gelände des Botanischen Gartens der CAU Kiel.

Die alten Universitätsgebäude in der Nähe des Schlosses wurden im Zweiten Weltkrieg durch die Luftangriffe auf Kiel so weitgehend zerstört, dass zunächst ein Umzug der Hochschule nach Schleswig erwogen wurde. Bereits 1942 war die Universitätsbibliothek bei einem schweren Luftangriff von Brandbomben getroffen und ihre Bestände zu großen Teilen vernichtet worden (etwa 240.000 Bände Verlust). Doch im November 1945 wurde der Lehrbetrieb – teilweise auf Schiffen im Kieler Hafen – mit etwa 2000 Studenten wieder aufgenommen. Diese Zahl, die unter anderem dadurch zustande kam, dass sich in den Wirren nach Kriegsende viele Studenten in Kiel einfanden, die eigentlich von anderen Universitäten kamen, sank danach bald wieder. Im Wintersemester 1953/54 gab es an der CAU so 80 Studenten der Theologie; 194 studierten Medizin, 78 Zahnmedizin, 252 Jura, 191 Wirtschaftswissenschaften, 283 Geisteswissenschaften, 387 Mathematik, Physik und Chemie sowie 90 Landwirtschaft. Schweizer Mennonitinnen richteten eine Mensa ein; Heinz Zahrnt fungierte als Studentenpfarrer.
Neuer baulicher Kern der Universität wurde ein altes Fabrikgelände der ELAC im Nordwesten der Stadt. Obwohl die heutige CAU keine reine Campusuniversität ist, sind dort heute die meisten Einrichtungen konzentriert; von der alten Bausubstanz der Hochschule ist dabei (außer im Bereich der Universitätsklinik) praktisch nichts mehr erhalten. Das ausgebrannte Hauptgebäude am Fördeufer wurde gesprengt. Ein Wiederaufbau eines Teiles der alten Gebäude wird immer wieder angeregt, ist aber nicht geplant. 2008 wurden die Bauten, die nach den Zerstörungen im Zweiten Weltkrieg erbaut wurden, als schützenswertes Ensemble unter Denkmalschutz gestellt.
Im Laufe der 1960er Jahre veränderte sich das architektonische Gesicht der CAU maßgeblich durch die Errichtung des Universitätsforums und der sogenannten Angerbauten am Westring. Die Anzahl der Studierenden stieg von etwa 6.000 im Jahr 1960 auf über 10.000 Mitte der 1970er Jahre. Neben Kapazitäts- und Planungsproblemen boten vor allem die Kontroversen um eine 1968 in Kraft getretene Satzung und das 1973 verabschiedete Landeshochschulgesetz lokale Anlässe für die Studentenproteste der späten sechziger und frühen siebziger Jahre. Diese trugen unter anderem bei zur Abschaffung des Talars bei öffentlichen Veranstaltungen, zu einer erhöhten Transparenz universitätsinterner Entscheidungsprozesse und zur Stärkung der studentischen Mitbestimmung in den Hochschulgremien, wobei diese Veränderungen nur so weit zugelassen wurden, wie sie dem Willen zur rationaleren Organisation der Universität seitens der CDU-geführten Landesregierung nicht widersprachen.
In den 1970er Jahren wurden neue Sportstätten, die Fakultätenblöcke und ein neues Physikzentrum errichtet, um auf die deutlich zunehmenden Studierendenzahlen zu reagieren. Einige dieser Bauten sind heute eingetragen in die Liste der Kulturdenkmale in Kiel-Ravensberg.
Am 15. November 1993 sprach die damalige Rektorin Karin Peschel in einem Erlass allen an der Kieler Universität Promovierten, denen in der Naziherrschaft der Doktorgrad aberkannt worden war, den Titel wieder zu. Ab 2007 nahm die CAU erfolgreich an der Exzellenzinitiative des Bundes teil und festigte so ihren Ruf als eine der renommiertesten norddeutschen Hochschulen (s. u.).
2008 stiftete die Kieler Universität die „Ferdinand-Tönnies-Medaille“ zur Ehrung von Persönlichkeiten, die bundesweit in beispielhafter Weise besondere wissenschaftliche, kulturelle und politische Leistungen erbracht haben. Sie soll höchstens einmal im Jahr verliehen werden. Erster Preisträger war Jan Philipp Reemtsma.
2013 ergab eine Abstimmung bei einer Beteiligung von nur 18 Prozent der Studierenden eine Mehrheit von zwei Dritteln für die Einführung einer Zivilklausel. Die Universität hat in fünf Jahren 2,7 Millionen Euro vom Bundesverteidigungsministerium und von der NATO erhalten, was einem Prozent ihrer Drittmittel-Einnahmen entspricht. Die Universitätsleitung lehnte eine Zivilklausel ab.
Die CAU zählt heute zu den deutschen Universitäten durchschnittlicher Größe, wobei die Zahl der Studierenden gerade in jüngster Zeit deutlich angestiegen ist. Im Wintersemester 2014/2015 waren erstmals mehr als 25.000 Studierende an der CAU eingeschrieben. Im Wintersemester 2016/2017 waren es 26.000, darunter 5.000 Neulinge.

### Pädagogische Hochschule Kiel 1946–1994
Bereits 1926 wurde in Kiel eine Pädagogische Akademie zur Volksschullehrerausbildung außerhalb der Universität gegründet. Diese wurde 1933 in Hochschule für Lehrerbildung umbenannt. Von 1941 bis 1945 wurde sie zur Lehrerbildungsanstalt zu Kiel umgewandelt. An der Hochschule unter ihrem Direktor Ulrich Peters und dem Vizedirektor und Biologen Paul Brohmer war schon vor 1933 eine völkische Erziehung propagiert worden, so dass die nationalsozialistische „Machtergreifung“ begrüßt wurde. Auch der nationalsozialistische Geschichtsdidaktiker Karl Alnor lehrte hier. Die Hochschule gehörte zu den Unterzeichnern des Bekenntnisses der deutschen Professoren zu Adolf Hitler.
Im Jahr 1946 wurde sie als Pädagogische Hochschule neu gegründet. Gründungsrektor war Friedrich Drenckhahn, letzter Rektor Winfried Ulrich. Am 11. Mai 1966 protestierten die Studenten der PH Kiel gegen die beengten Raumverhältnisse.
1994 wurde die Pädagogische Hochschule als Erziehungswissenschaftliche Fakultät (EWF) in die Universität integriert. Die Fakultät wurde später aufgelöst, ihre Angehörigen wurden auf die anderen aufgeteilt.

### 350-jähriges Bestehen
2015 feierte die Christian-Albrechts-Universität zu Kiel ein ganzes Jahr lang ihr 350-jähriges Bestehen. Es wurden unter anderem Ausstellungen zur Geschichte der Hochschule konzipiert. Im März 2015 erschien eine Sonderbriefmarke zum Universitätsjubiläum, und am 5. Oktober 2015 fanden ein offizieller Festakt und Festempfang statt. Auf Initiative von Martin Rackwitz veranstaltete der Kieler Alte-Herren-Senioren-Convent zudem am 17. Oktober 2015 einen Festakt im Kieler Yacht-Club; Gäste und Redner waren der Präsident der Universität, Lutz Kipp, Kiels Oberbürgermeister Ulf Kämpfer und Edzard Schmidt-Jortzig.
Anlässlich des 350-jährigen Bestehens der Universität wurde durch das Institut für Ur- und Frühgeschichte eine Rekonstruktion des jungsteinzeitlichen Megalithgrabes Wangels LA 69 auf dem Campus mit originalgetreuen Methoden errichtet. Dieses befindet sich auf einer Rasenfläche neben dem Audimax.
Im Dezember 2015 wurde eine Darstellung des Siegels als Motiv auf dem Kieler Weihnachtsbecher verwendet.

## Organisation
Gemäß dem im Jahr 2007 novellierten Hochschulgesetz gibt es drei zentrale Organe der Hochschule:
An oberster Stelle steht ein zentraler Hochschulrat (Universitätsrat), der für alle drei schleswig-holsteinischen Universitäten (Kiel, Flensburg und Lübeck) zuständig ist und die Koordination von Lehre und Forschung der drei Hochschulen wahrnimmt.
Als zweites Gremium ist der Senat zuständig für die Beratung in Angelegenheiten von Forschung, Lehre und Studium.
Die Leitung der Hochschule obliegt dem Präsidium. Dieses besteht aus dem Präsidenten, bis zu drei gewählten Vizepräsidenten und dem Kanzler. Dabei vertritt der Präsident die Hochschule gerichtlich und außergerichtlich, ist gleichzeitig zuständig für die laufenden Geschäfte der Hochschule, die Wahrung der Ordnung innerhalb der Hochschule und die Ausübung des Hausrechts. Die Kanzlerin oder der Kanzler leitet die Verwaltung der Hochschule unter der Verantwortung des Präsidenten. Vom 1. Oktober 2020 bis zu ihrem Rücktritt am 10. Februar 2024 leitete die Humanmedizinerin Simone Fulda als Präsidentin gemeinsam mit Kanzlerin Claudia Ricarda Meyer die Geschäfte der Universität. Vizepräsidenten sind die Professoren Catherine Cleophas, Markus Hundt, Ralph Schneider und Eckhard Quandt.
Organisatorisch gliedert sich die Universität gemäß ihrer Verfassung in acht Fakultäten, acht gemeinsame Einrichtungen der Fakultäten, drei interdisziplinäre sowie sechs weitere unmittelbare Forschungseinrichtungen. Acht Einrichtungen sind darüber hinaus gemeinsam mit externen Partnern errichtet worden.
Als Interessenvertretung der Studierenden fungieren das Studierendenparlament, der AStA und die Fachschaften. Der AStA wird seit der letzten Wahl im Juni 2017 von der Hochschulgruppe Campus Grüne, der Juso-Hochschulgruppe, sowie sechs weiteren Gruppen und unabhängigen Referenten sowie Beauftragten gestellt. In die Gremien der universitären Selbstverwaltung werden ebenfalls studentische Vertreter gewählt.

### Fakultäten

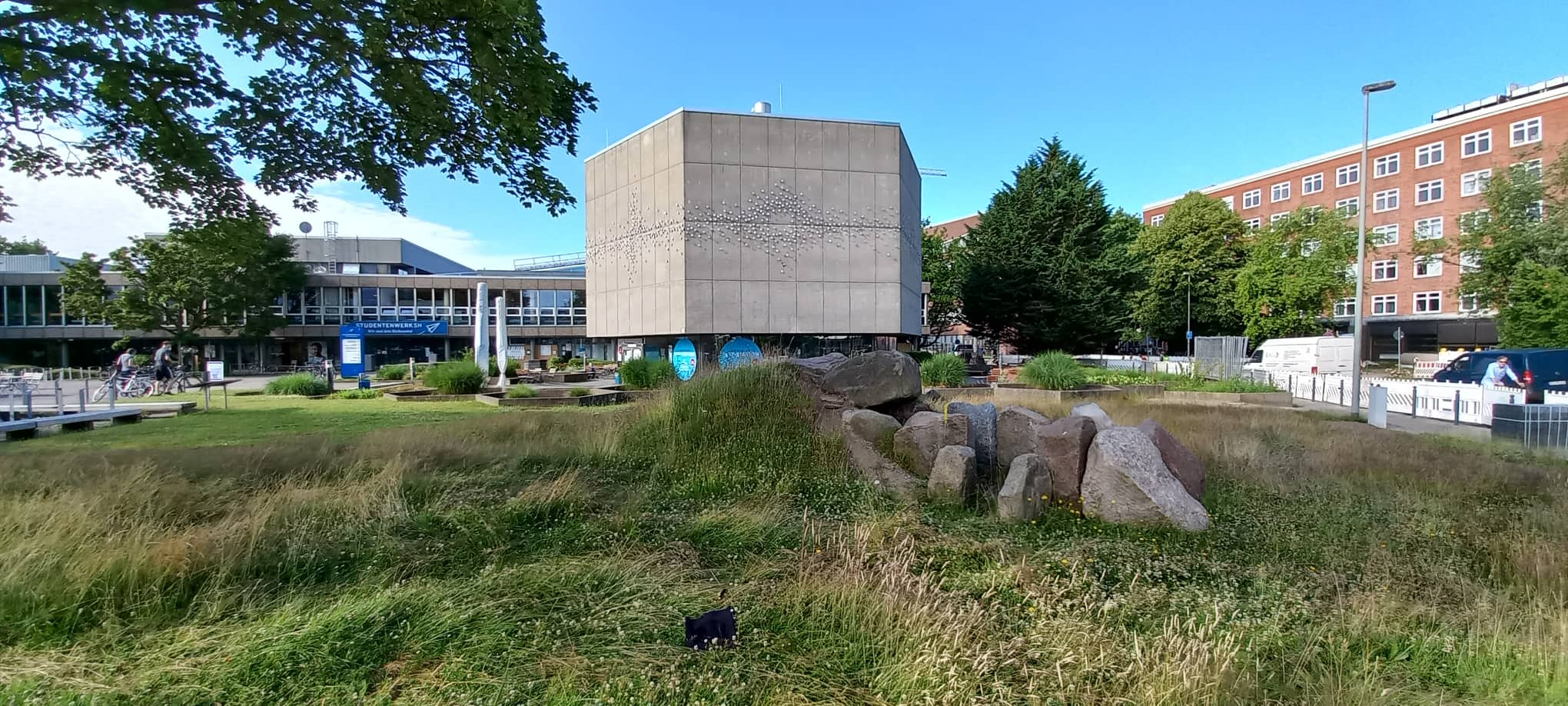
Die Rekonstruktion des Grabes auf dem Campus der CAU Kiel im Sommer 2022.

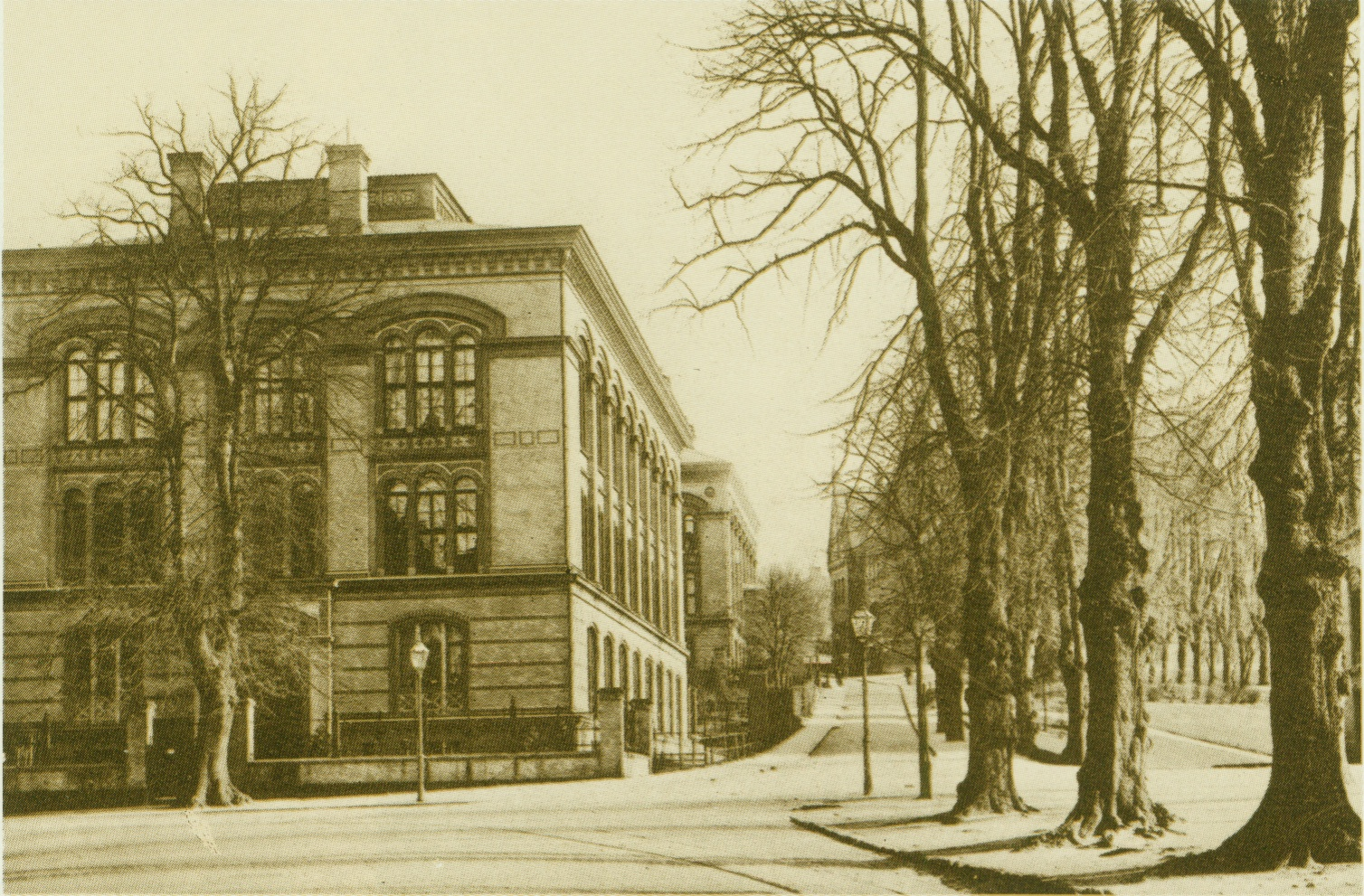
Alte Universitätsbibliothek am Kieler Schlossgarten, heute Medizin- und Pharmaziehistorische Sammlung

Die Christian-Albrechts-Universität besteht derzeit aus den folgenden acht Fakultäten:
- Theologische Fakultät
- Rechtswissenschaftliche Fakultät
- Medizinische Fakultät
- Philosophische Fakultät
- Agrarwissenschaftliche und Ernährungswissenschaftliche Fakultät
- Mathematisch-Naturwissenschaftliche Fakultät
- Wirtschafts- und Sozialwissenschaftliche Fakultät
- Technische Fakultät

### Zentrale Einrichtungen

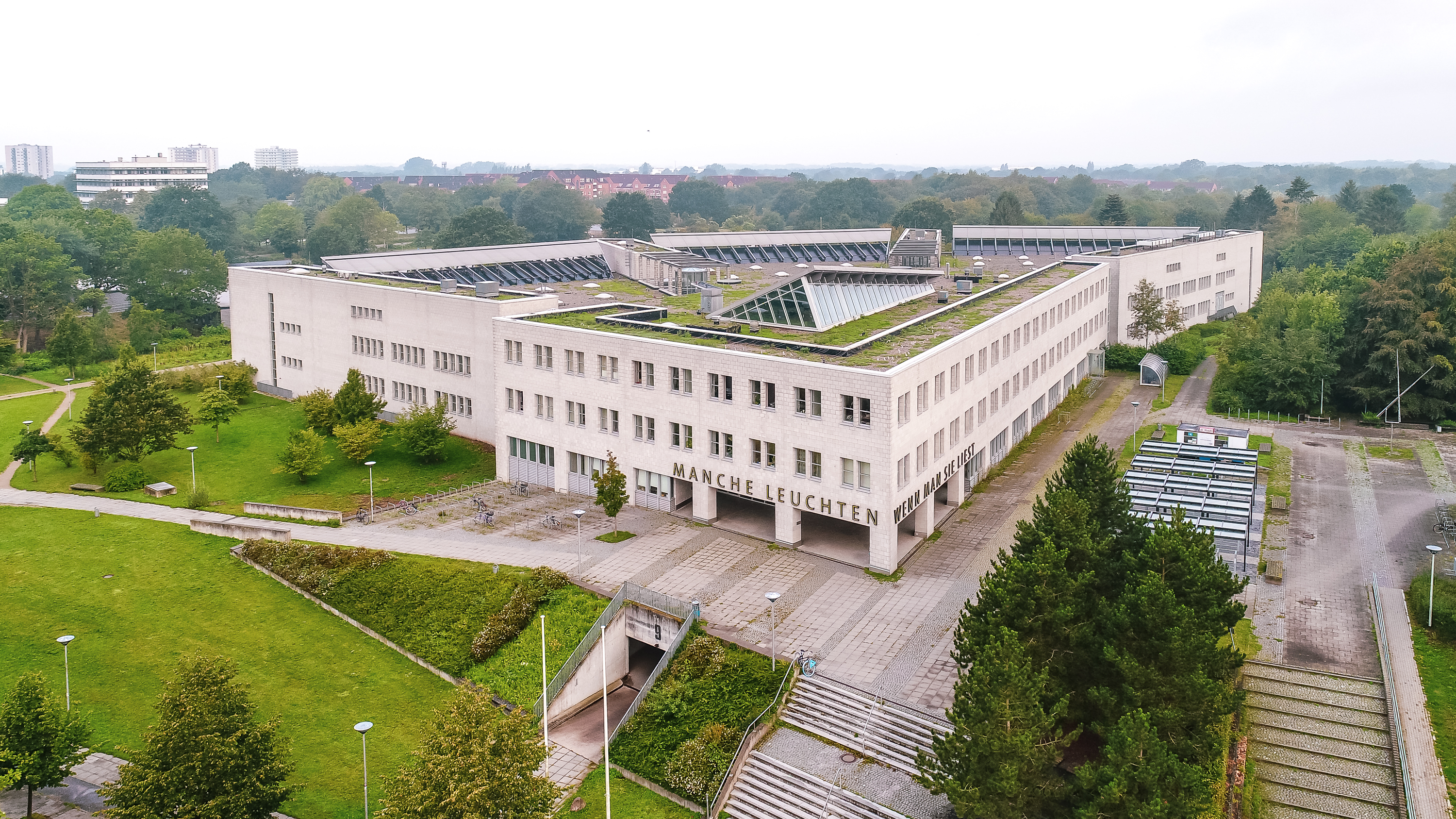
„Manche leuchten, wenn man sie liest“ – Luftaufnahme der Universitätsbibliothek der CAU an der Leibnizstraße.

Zu den zentralen Einrichtungen zählen die (2001 neu eröffnete) Universitätsbibliothek, je ein Rechen- und Sportzentrum sowie das Interdisziplinäre Zentrum Multimedia und das in Büsum ansässige Forschungs- und Technologiezentrum Westküste.
Der im April 2001 eröffnete Neubau der Universitätsbibliothek Kiel befindet sich auf dem Campus an der Leibnizstraße. Lesesäle, Präsenzbestände, Ausleihe und bibliothekarische Auskunft sowie Verwaltung und Magazine sind in einem Gebäudekomplex in moderner Anmutung zusammengefasst. Die Buchbestände der Universitätsbibliothek umfassen derzeit über zwei Millionen Bände. Hinzu kommen etwa 45.000 Bücher aus dem 16. und 17. Jahrhundert und teils einzigartige Handschriften aus dem 10. bis 18. Jahrhundert. Weitere Buchbestände befinden sich verstreut in verschiedenen Institutsbibliotheken, so dass sich eine Gesamtzahl von fast 4,4 Millionen Bänden ergibt. Die Bestände sind weitestgehend durch einen EDV-Katalog erfasst und recherchierbar. Zu den besonderen Aufgaben der Universitätsbibliothek gehört das Sondersammelgebiet Skandinavien.

### Forschungs- und Studienzentren

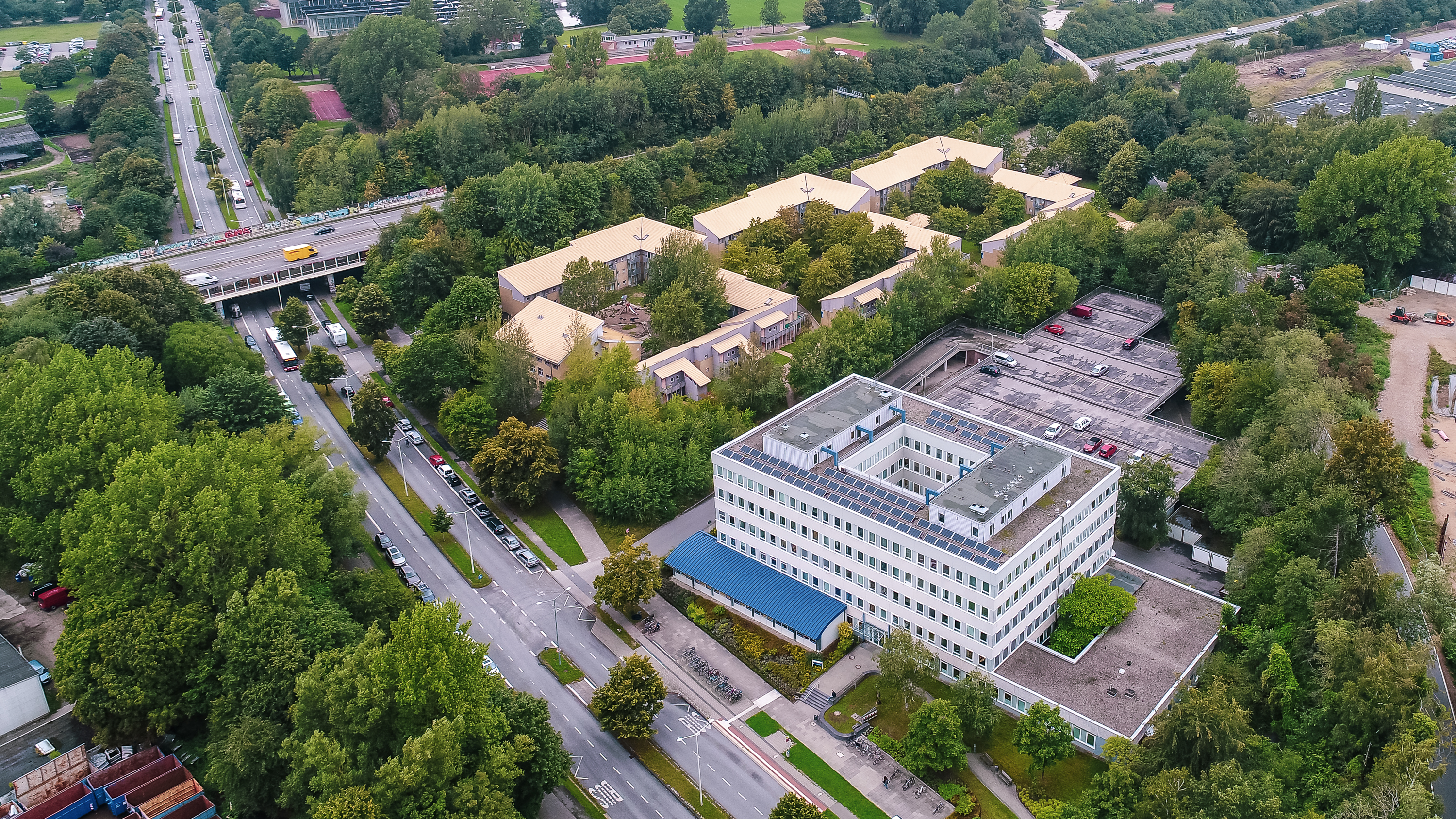
Das Leibniz-Institut für die Pädagogik der Naturwissenschaften und Mathematik (IPN) an der Olshausenstraße.

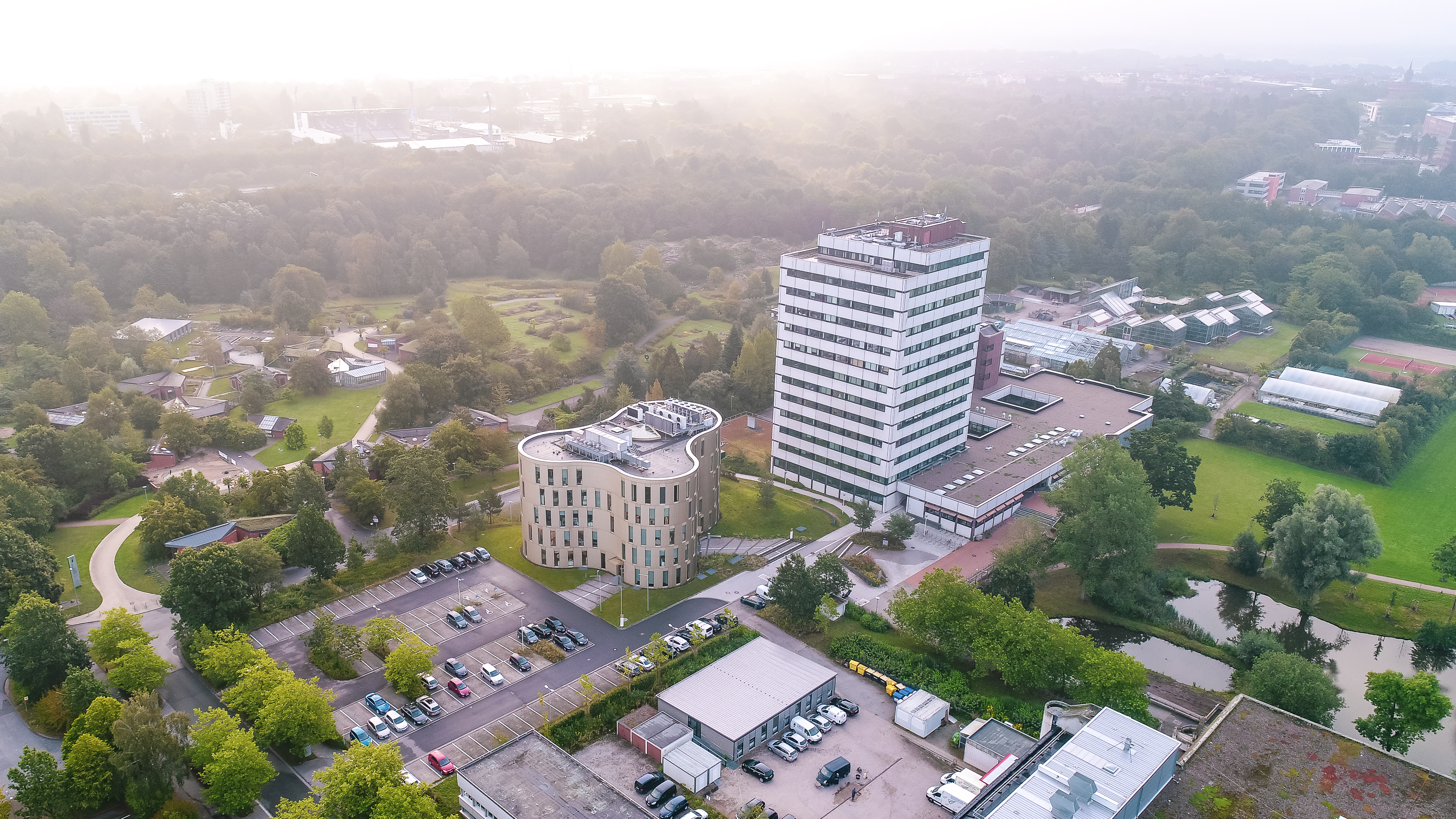
Das Zentrum für Biochemie und Molekularbiologie (ZMB) der CAU am Botanischen Garten.

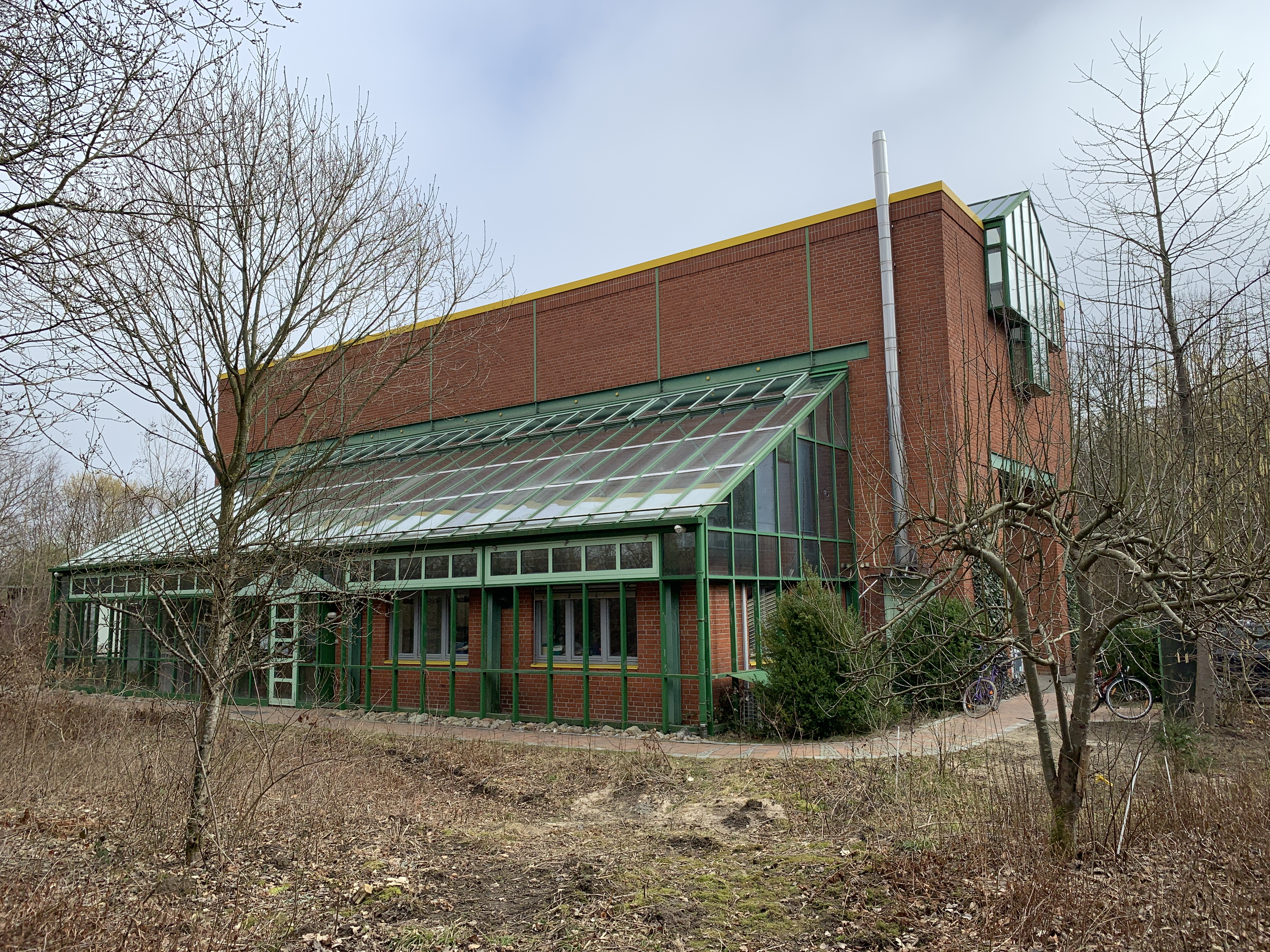
Ökosystemforschung an der Olshausenstraße

An der CAU sind mehrere zentrale Forschungs- und Studienzentren eingerichtet worden. Hierunter befand sich auch das Ökologie-Zentrum Kiel (ÖZK) mit seinem Haupt-Arbeitsgebiet: integrativen Aufgaben der ökologischen Grundlagenforschung und der angewandten Umweltforschung im marinen und terrestrischen Bereich. Zentrale Abteilungen des Zentrums waren die Ökosystemforschung und 5 weitere Fachabteilungen. Über die Abteilung Küstenökologie bestand eine enge Zusammenarbeit mit dem Forschungs- und Technologiezentrum Westküste. Zum 1. Januar 2010 wurde das ÖZK als gemeinsame Einrichtung aufgelöst und in das Institut für Natur- und Ressourcenschutz sowie das Institut für Ökosystemforschung aufgegliedert.
Weitere Zentren an der CAU sind:
- Deutsch-Norwegisches Studienzentrum (DNSZ)
- Forschungszentrum Integrative Neurowissenschaften (FZIN)
- Helmholtz-Zentrum für Ozeanforschung Kiel
- Hermann Kantorowicz-Institut für juristische Grundlagenforschung (HKI)
- Institut für Sicherheitspolitik (ISPK)
- Institut für Weltwirtschaft (IfW)
- Leibniz-Institut für die Pädagogik der Naturwissenschaften und Mathematik (IPN)
- Lorenz-von-Stein-Institut für Verwaltungswissenschaften
- Walther-Schücking-Institut für internationales Recht (WSI)
- Zentrum für asiatische und afrikanische Studien (ZAAS)
- Zentrum für Biochemie und Molekularbiologie (ZBM)
- Zentrum für Ethik
- Zentrum für Schlüsselqualifikationen (ZfS)
- Zentrum für klinische Anatomie am Anatomischen Institut
- Zentrum für Lehrerbildung (ZfL)
- Zentrum für Molekulare Biowissenschaften (ZMB)
- Zentrum für Nordamerika-Studien (ZNAS)
- Zentrum für Osteuropastudien (ZOS)
- Center for Ocean and Society (CeOS)[51][52]

### Wissenschaftliche Weiterbildung
Die Wissenschaftliche Weiterbildung versteht sich als Schnittstelle zwischen den wissenschaftlichen Erkenntnissen aus der Universität und den Anforderungen aus der beruflichen Praxis. Bereits seit 1996 ist die Wissenschaftliche Weiterbildung der Weiterbildungsanbieter der Kieler Universität. Sie bietet Seminare für Fach- und Führungskräfte, das (wissenschaftliche) Hochschulpersonal sowie Studierende und Absolventen an. Darüber hinaus organisiert sie jährlich die Firmenkontaktmesse contacts, die regelmäßig im Mai im Auditorium maximum und in einem Zelt auf dem Vorplatz des Audimax stattfindet und den Austausch und das gegenseitige Kennenlernen von potentiellen Arbeitgebern und Arbeitnehmern fördert.

### Studentische Beschäftigte
Mit Stand Dezember 2019 arbeiten 1744 Studierende für die Fakultäten der CAU Kiel.
| Fakultät                                                           | Anzahl der beschäftigten Studierenden |
| ------------------------------------------------------------------ | ------------------------------------- |
| Agrar- und Ernährungswissenschaftliche Fakultät                    | 139                                   |
| Mathematisch-Naturwissenschaftliche Fakultät                       | 465                                   |
| Theologische Fakultät                                              | 29                                    |
| Technische Fakultät                                                | 165                                   |
| Rechtswissenschaftliche Fakultät                                   | 98                                    |
| Philosophische Fakultät                                            | 414                                   |
| Medizinische Fakultät                                              | 27                                    |
| Wirtschafts- und Sozialwissenschaftliche Fakultät                  | 142                                   |
| Zentrale Einrichtungen, Exzellenzcluster, Sonderforschungsbereiche | 268                                   |

## Holsteiner Studienpreis
Der renommierteste Preis an der CAU ist der Holsteiner Studienpreis, der seit 2001 an die drei besten Studenten der Universität verliehen wird. Kriterien sind hierbei neben herausragenden Leistungen im Studium die fachliche Breite des Studiums sowie gesellschaftliches und politisches Engagement. Das Preisgeld beträgt 500 € für die Plätze 2 und 3 und 1000 € für den 1. Platz. Der Studienpreis wird durch den Verein Iuventus Academiae Holsatorum vergeben. Dem Kuratorium gehören Professoren diverser Fakultäten an, der Preis wird durch den Präsidenten oder den Vize-Präsidenten der Universität verliehen.

## Renommee
Die Universität Kiel ist zurzeit besonders renommiert in den Bereichen Meereswissenschaften, Nanowissenschaften, Entzündungsforschung und der Erforschung der historischen Entwicklung kultureller Räume, insbesondere durch die Archäologien. Diese Bereiche sind auch 2009 in den Zielvereinbarungen mit dem Land Schleswig-Holstein als Schwerpunkte für die nächsten fünf Jahre festgelegt worden. Auch das der Universität angegliederte Institut für Weltwirtschaft genießt internationales Ansehen. Ähnliches galt für die bis zum 1. Oktober 2011 ebenfalls zur CAU gehörende Katastrophenforschungsstelle, welche inzwischen zur Freien Universität Berlin verlegt wurde. Das ZFS bietet Studenten aller Fachrichtungen Sprachkurse mit internationalem UNIcert Abschluss an. Zum Wintersemester 2007/08 hat auch die CAU das Studium auf die neuen Bachelor- und Masterstudiengänge umgestellt.
Seit 1994 beteiligt sich die Universität am Verbund Norddeutscher Universitäten zur Verbesserung von Lehre und Forschung.
Im Oktober 2006 wurde der Kieler Exzellenzcluster „Ozean der Zukunft“ bewilligt. Im Oktober 2007 wurde ein weiterer Exzellenzcluster („Entzündung an Grenzflächen“) sowie eine Graduiertenschule („Menschliche Entwicklung in Landschaften“) bewilligt. Die Kieler Universität war damit nach den neun so genannten „Elite-Unis“ die erfolgreichste deutsche Hochschule in der Ersten Exzellenzinitiative von Bund und Ländern. Die beiden Cluster und die Graduiertenschule wurden auch in der Zweiten Exzellenzinitiative ab 2012 weiter gefördert. Seit 2018 verfügt die Universität erneut über zwei Cluster und ist damit eine der erfolgreichsten Hochschulen im Wettbewerb.
Die Universität Kiel beansprucht für sich eine „Unternehmensidentität“. Dies wird einerseits in der Lehre anhand der großen Zahl von ausländischen Studierenden aus den Ostseeanrainerstaaten und andererseits anhand der Ausrichtung der Forschungsaktivitäten im Exzellenzcluster Ozean der Zukunft deutlich. In diesem Bereich wurde eine Tradition begründet, die sich eng mit anderen Disziplinen vernetzt.

## Bekannte Hochschullehrer in Kiel
Zu den Lehrstuhlinhabern der Universität Kiel gehörte ab 1975 der Humangenetiker Werner Grote (1938–2025).

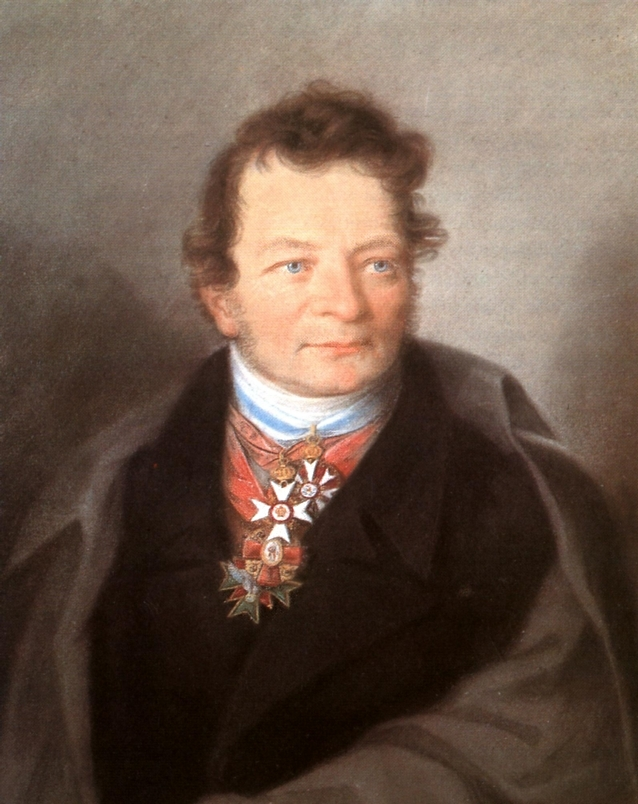
Anselm von Feuerbach, 1802–1804
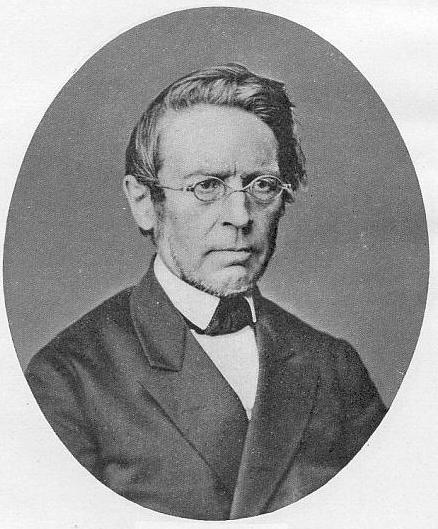
Johann Gustav Droysen, 1840–1851
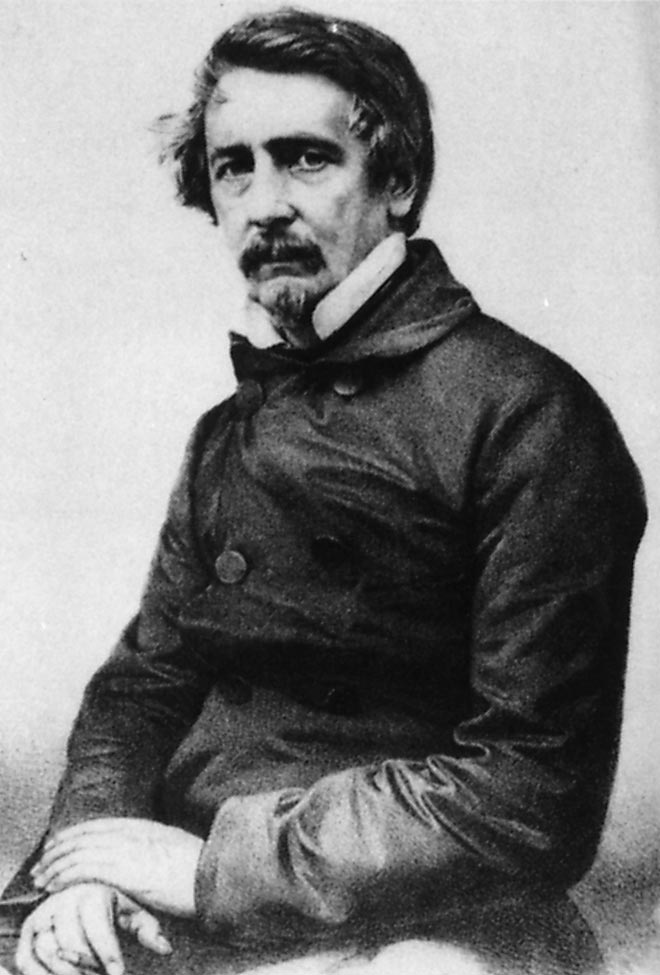
Louis Stromeyer, ab 1848
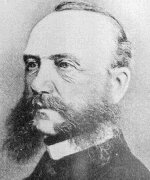
Wilhelm Griesinger, ab 1849 Direktor der Universitätsklinik Kiel
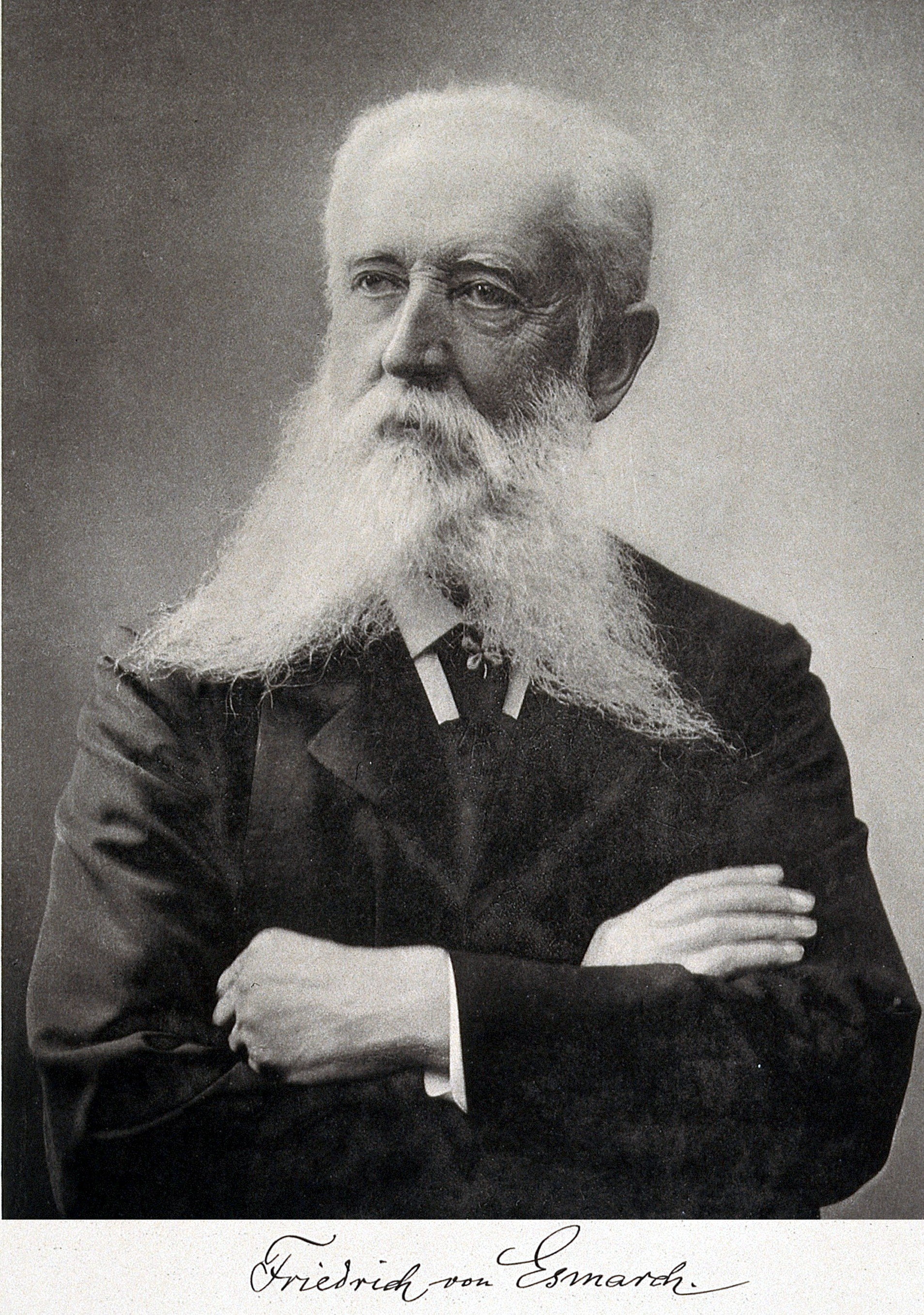
Friedrich von Esmarch, 1854–1898
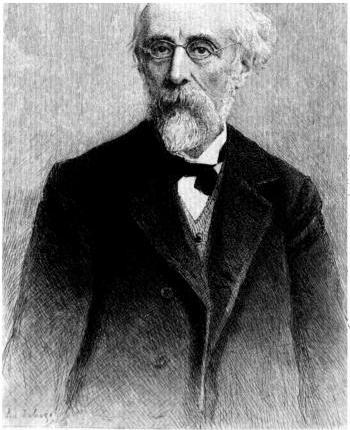
Theodor Nöldeke, 1864–1872
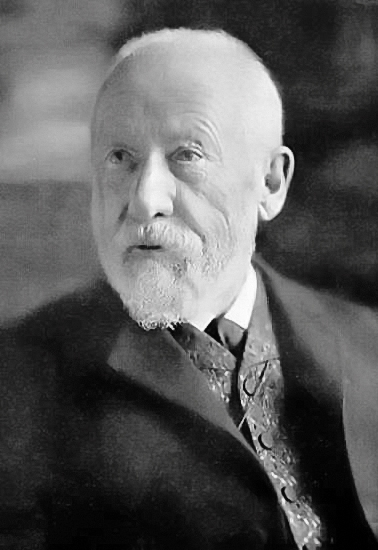
Wilhelm Dilthey, 1868–1871
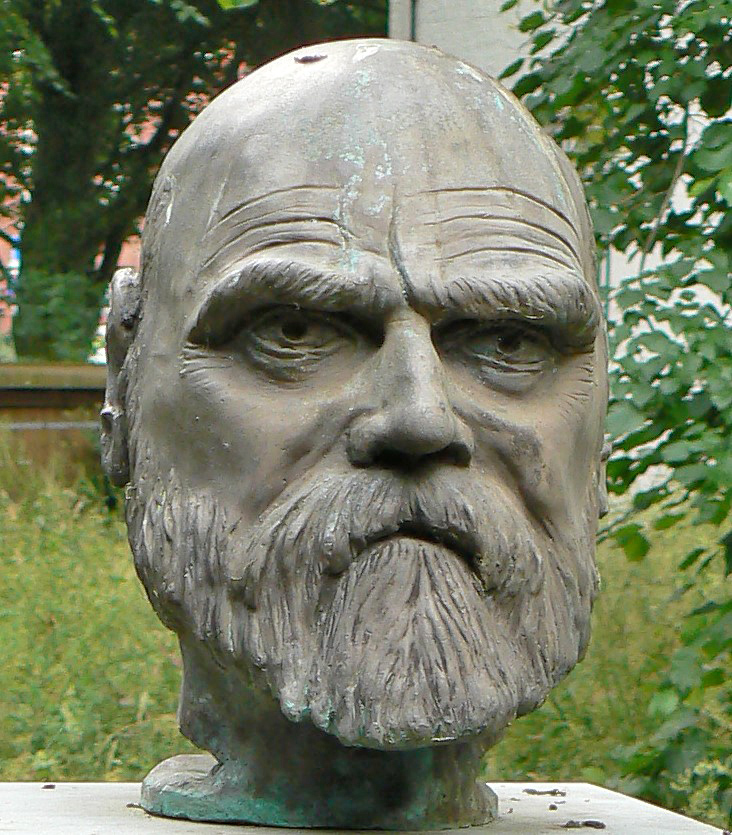
Ferdinand Tönnies, 1881–1933
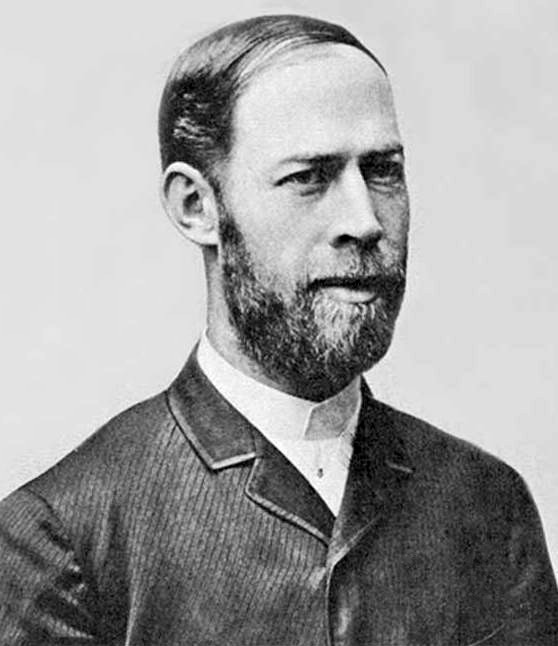
Heinrich Hertz, 1883–1885
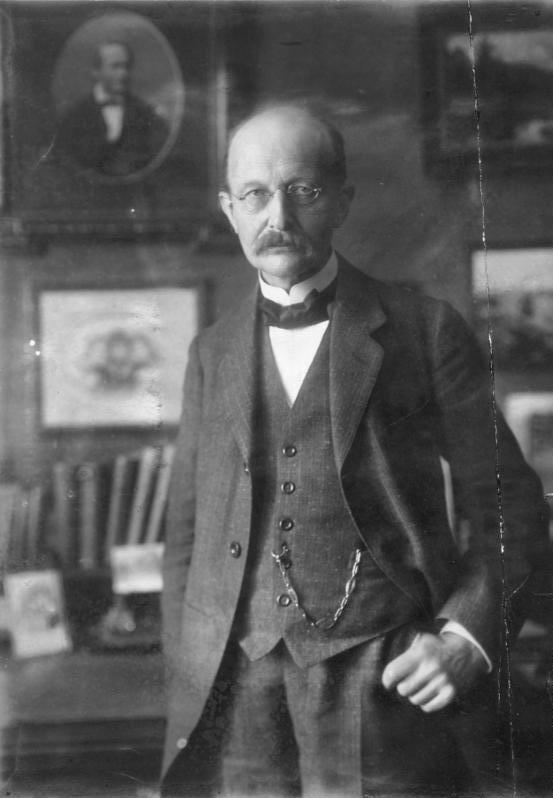
Max Planck, 1885–1889

## Akademische Musikdirektoren bzw. Universitätsmusikdirektoren
Das Amt des akademischen Musikdirektors der Christian-Albrechts-Universität zu Kiel wurde zuerst 1818 unentgeltlich an den Kieler Kantor und Nikolaiorganisten Johann Georg Christian Apel verliehen. Die Pflichten, welche mit diesem Amt verbunden waren, erstreckten sich sowohl auf die musikalische Ausgestaltung akademischer Feierlichkeiten als auch auf Unterricht in liturgischem Gesang und Orgelspiel für Studenten des homiletischen Seminars. Apels Nachfolger, dem zu Lebzeiten bekannten Komponisten und späteren Brahms-Freund Karl Graedener wurde nach zähen Verhandlungen ein Lohn von jährlich 500 Reichsthalern zugesprochen. Graedener übte das Amt jedoch nur ein Jahr aus und ging dann als Musikpädagoge nach Hamburg. Die Wiederbesetzung des Postens wurde mehrfach verschoben, da sich kein geeigneter Kandidat fand. So wurden die Bewerbungen des Kieler Gesang- und Klavierlehrers Carl Friedrich Fedor Bellmann, des Nikolaiorganisten Christian Friedrich August Hundertmark sowie des Musikforschers und Bibliothekars Hermann Oesterley von Kuratorium und Konsistorium der Universität abgelehnt. Erst 1878 war mit dem Organisten und Komponisten Hermann Stange wiederum ein geeigneter Musiker gefunden. Stange wurde u. a. mit der Aufgabe betraut, einen studentischen Chor aufzubauen und war – neben der musikalischen Bestückung akademischer Feiern und der Lehrtätigkeit am homiletischen Seminar – dazu verpflichtet, musikhistorische und musiktheoretische Vorlesungen zu halten. Nach dem Tod Hermann Stanges im Jahre 1914 wurde der Komponist und Dirigent der Kieler VDM-Konzerte sowie des Kieler Gesangvereins Ernst Kunsemüller sein Nachfolger. Kunsemüller konnte das Amt des akademischen Musikdirektors allerdings nur sporadisch ausfüllen, da er bereits 1915 zum Kriegsdienst eingezogen wurde und im Jahr 1918 seinen Kriegsverletzungen erlag. Mit dem Musikwissenschaftler und Dirigenten Fritz Stein folgte ihm ein einflussreicher Musiker nach, der sich ebenfalls im städtischen Musikleben stark engagierte. Als Stein 1928 zum Ordinarius des von ihm selbst gegründeten Musikwissenschaftlichen Instituts an der CAU Kiel berufen wurde, war das eigentliche Amt eines Akademischen Musikdirektors bereits eingestellt worden. Die vorwiegend musikpraktisch ausgerichteten Aktivitäten sowie Kurse in Musiktheorie und Gehörbildung übernahmen nun Lektoren, unter ihnen (in chronologischer Reihenfolge) Hans Hoffmann, Hans-Joachim Therstappen, Kurt Gudewill und Wilhelm Pfannkuch. Nach 32-jähriger Tätigkeit von Bernhard Emmer hat seit dem Sommersemester 2022 Daniel Kirchmann das Amt des Kieler Universitätsmusikdirektors inne.
| Musikdirektor               |             | Amtszeit    |
| --------------------------- | ----------- | ----------- |
| Johann Georg Christian Apel | (1775–1841) | (1818–1841) |
| Karl Graedener              | (1812–1883) | (1848–1849) |
| Hermann Stange              | (1835–1914) | (1878–1913) |
| Ernst Kunsemüller           | (1885–1918) | (1914–1918) |
| Fritz Stein                 | (1879–1961) | (1919–1923) |

## Nobelpreisträger
Zwölf Wissenschaftler, die unterschiedlich lange an der CAU studiert oder geforscht und gelehrt hatten, wurden mit dem Nobelpreis ihrer Disziplin geehrt.
| Laureat            | geboren             | verstorben          | CAU-Periode | CAU-Funktion                                            | Nobelpreis                     |
| ------------------ | ------------------- | ------------------- | ----------- | ------------------------------------------------------- | ------------------------------ |
| Theodor Mommsen    | 1817 Garding        | 1903 Charlottenburg | 1838–1844   | Jurastudent, Dr. jur.                                   | Literatur – 1902               |
| Philipp Lenard     | 1862 Bratislava     | 1947 Messelhausen   | 1898–1907   | Ordinarius, Physik                                      | Physik –– 1905                 |
| Eduard Buchner     | 1860 München        | 1917 Focsani        | 1893–1896   | Privatdozent, Biochemie                                 | Chemie – 1907                  |
| Max Planck         | 1858 Kiel           | 1947 Göttingen      | 1885–1889   | a. o. Professor, theoretische Physik                    | Physik –– 1918                 |
| Otto Meyerhof      | 1884 Hannover       | 1951 Philadelphia   | 1912–1924   | Postdoc, a. o. Prof., Physiologie                       | Medizin ½ 1922                 |
| Gerhard Domagk     | 1895 Lagow          | 1964 Burgberg       | 1914–1921   | Studium der Medizin mit Abschluss in Kiel               | Medizin 1939                   |
| Walter Rudolf Hess | 1881 Frauenfeld, CH | 1973 Muralto, CH    |             | Student der Medizin                                     | Medizin 1949                   |
| Otto Diels         | 1876 Hamburg        | 1954 Kiel           | 1916–1945   | Ordinarius, Organische Chemie                           | Chemie ½ 1950                  |
| Kurt Alder         | 1902 Königshütte    | 1958 Köln           | 1924–1936   | a. o. Prof., Organische Chemie                          | Chemie ½ 1950                  |
| Wassily Leontief   | 1905 München        | 1999 New York, USA  | 1927–1928   | Wissenschaftlicher Assistent, Wirtschaftswissenschaften | Wirtschaftswissenschaften 1973 |
| Wolfgang Paul      | 1913 Lorenzkirch    | 1993 Bonn           | 1937–1942   | Wissenschaftlicher Assistent, Physik                    | Physik ⅓ 1989                  |
| Günter Blobel      | 1936 Waltersdorf    | 2018 New York, USA  |             | Student der Medizin                                     | Medizin 1999                   |

Der Historiker Theodor Mommsen, der 1843 in Kiel promoviert worden war, erhielt 1902 den Nobelpreis für Literatur. Der Nobelpreis für Physik 1918 wurde im Jahr 1919 Max Planck übergeben. Den Preis für Medizin 1922 teilte Otto Meyerhof mit Archibald Vivian Hill. Der Nobelpreis für Chemie 1950 ging an Otto Diels und Kurt Alder.
Lenard, Diels und Meyerhof wurden während ihrer aktiven CAU-Zeit geehrt. Die anderen Laureaten hatten Kiel zum Zeitpunkt der Ehrung verlassen oder waren bereits emeritiert.